# 静岡県立浜松工業高等学校

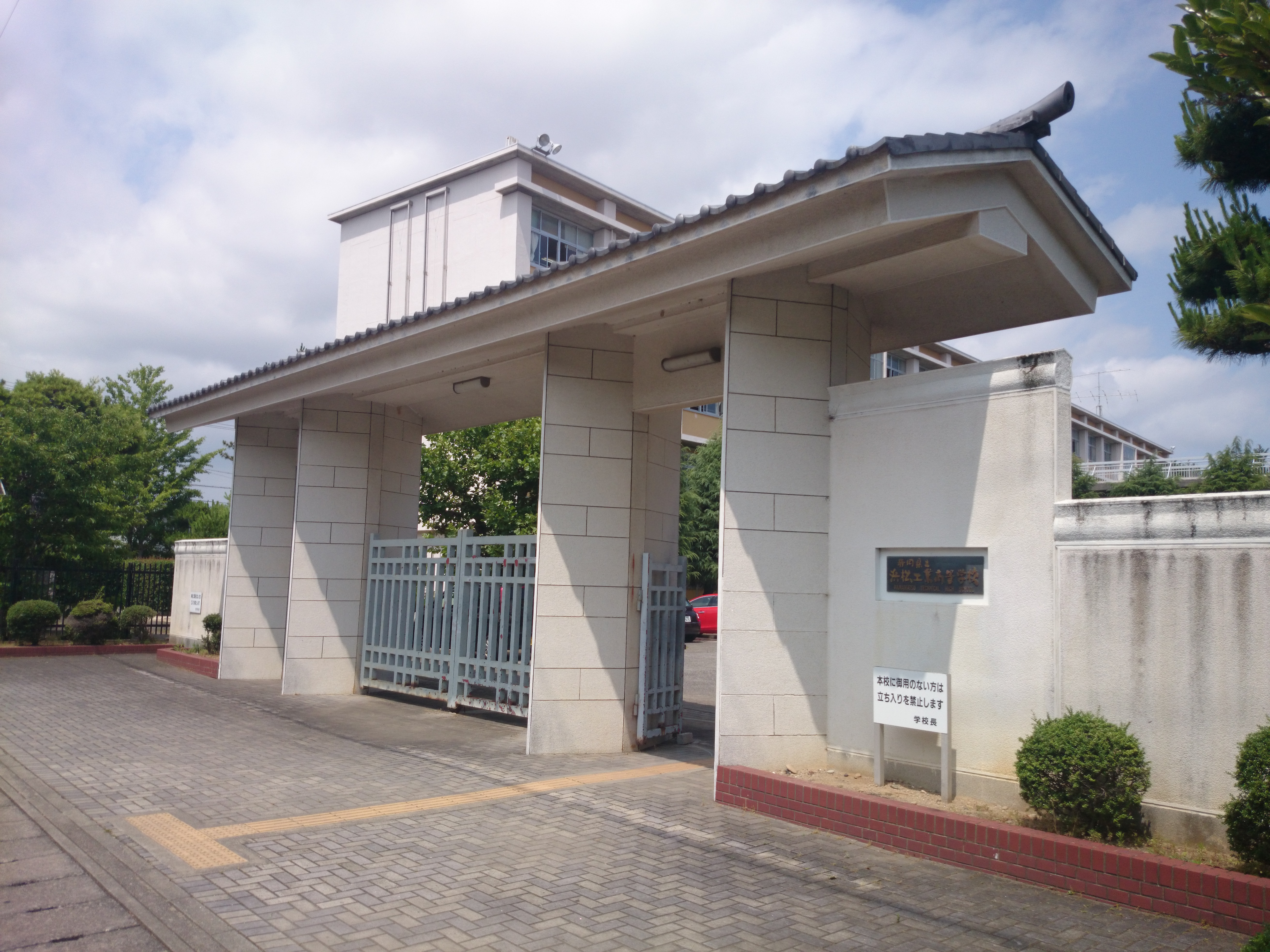
正門

静岡県立浜松工業高等学校（しずおかけんりつ はままつこうぎょうこうとうがっこう）は、静岡県浜松市中央区初生町（はつおいちょう）に所在する公立の工業高等学校。

## 概要
三方原台地の広大な敷地（約8万 m2） に、校舎とグラウンド、充実した実習設備を備える工場棟を持ち、産業の街浜松を支える工業技術者を育成している学校である。
そういった土壌や歴史もあり、工業高校としては珍しく、学科によっては、通学エリア内の上位進学校に入れる程度の、高い偏差値が要求された。しかし近年の学歴重視（大学卒）の傾向により下降気味である。
部活動も盛んであり、野球部が春の甲子園に3回、夏の甲子園に2回出場、男子バレーボール部が春高バレー出場（1999年）、ラグビー部が冬の花園に4回出場（1999年、2000年、2011年、2013年）、アーチェリー部が夏のインターハイや春の全国高等学校アーチェリー選抜大会に多々出場し4回の全国制覇（夏3回（男子団体2回，女子個人1回）、春1回（男子個人1回））を果たしている。また、ボクシング部が夏のインターハイ出場等、各運動部が優秀な成績を収めている。

文化部では、吹奏楽部は全日本吹奏楽コンクールに過去12回出場、うち準優勝を1回、金賞を6回受賞 している。1973年には吹奏楽コンクールでの功績が称えられ、アメリカ合衆国ペンシルベニア州ピッツバーグで開催された、アメリカ中東部吹奏楽研究会（Mid-East Instrumental Music Conference）およびメキシコ政府より日本代表団体として招待を受け、公立高等学校の吹奏楽部としては全国初となる海外演奏旅行を行った。ピッツバーグでの同研究会の他、ロサンゼルス、ニューヨーク、ワシントンD.C.、マイアミ、メキシコ、ハワイの諸都市を歴訪し親善演奏を行い、成功を収めている。この他にも、現在に至るまで様々なコンクールで好成績をあげている有力校である。

また、運動部・文化部の他に工業高校ならではの「生産部」があり、各部活がロボットコンテストやソーラーカー大会等の数々の全国大会・世界大会に出場し、成果をあげている。
卒業生の進路は6割が就職、4割が進学である。就職では3〜5倍の求人倍率であり、本田技研工業、トヨタ自動車、スズキ、ヤマハ発動機等の大企業をはじめ、楽器メーカー等地元有力企業へ多くの合格者を出している。最近は、4年制大学・短期大学・専門学校等への進学者が増える傾向にある。
校訓は「質実勤勉」である。創立当初は「質実剛健」であったが、1930年に昭和天皇が視察に訪れた際、当時の校長・山本又六（浜松市名誉市民）が「本校の教育方針は、質実にして勤勉を好むの美風を馴致する事に努めております」と述べたところ、天皇が「それは良い」と頷いたことから「質実勤勉」となった。
地元では「浜工（はまこう）」という略称が広く浸透しており、学校内外を問わず表記でも呼称でもこれを用いることがほとんどである。 しかし、他者との混同が予想される場合や地元以外で用いる場合には「浜工高」 や「浜松工」、「浜松工高」 の略称も用いられる。
2013年度スーパーサイエンスハイスクール指定校（１期目）。
2019年度スーパーサイエンスハイスクール指定校（２期目）。

## 象徴

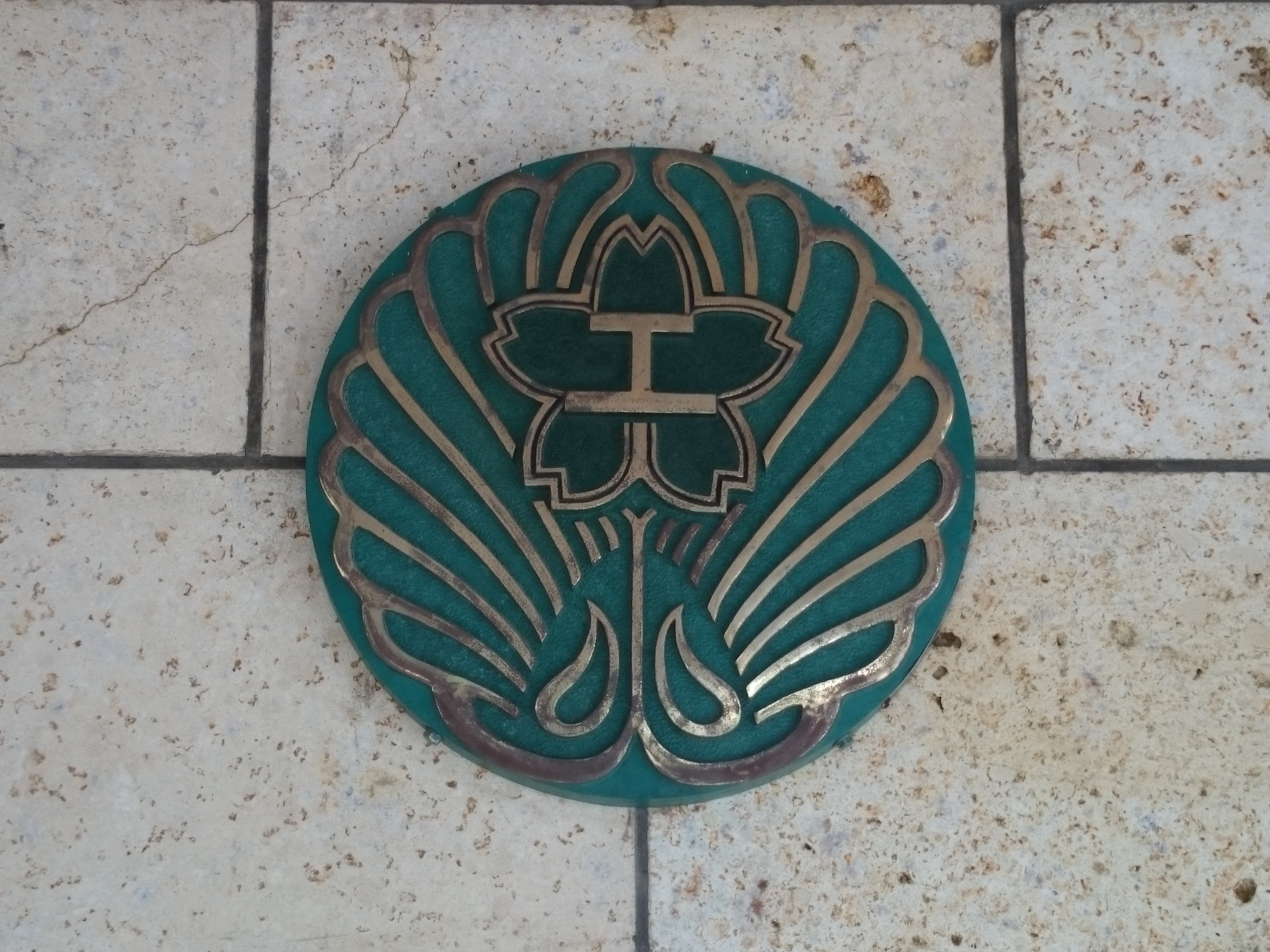
校章

### 校章
日本を代表する花である桜の中心に、工業の「工」の文字を配す。両翼を大きく広げ、日本国内はもとより世界に羽ばたく工業技術者を育成することを象徴としたデザインとなっている。

### 校歌
作詞：鈴木喜之輔、作曲：信時潔。「久遠（くおん）の命　永劫（えいごう）の幸（さち）」の歌い出しによる。ヘ長調、4分の4拍子、全3番。歌詞には、「桜」「工業」「翼」といった、校章にデザインされている趣旨が盛り込まれている。

## 設置学科
全日制 - （）は、当校で使用されている各科を示す略記。
- システム化学科 （C）
- デザイン科 （D）
- 建築科 （A）
- 土木科 （P）
- 機械科 （M）
- 電気科 （E）
- 情報技術科 （Ei）
- 理数工学科 （R）

定時制
- 工業技術科

## 沿革

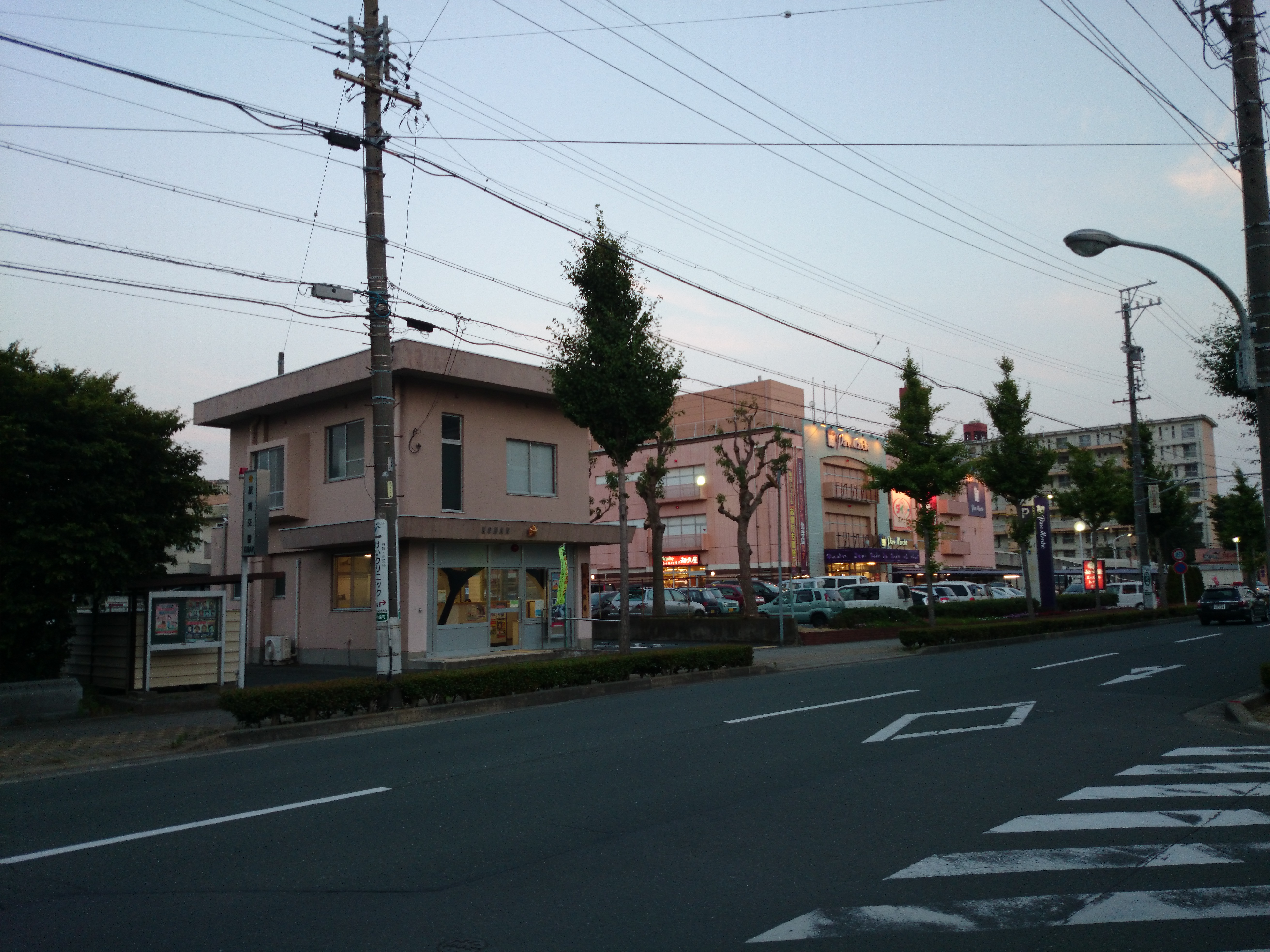
現在の北寺島町跡地の様子（2014年6月29日撮影。手前から、駅南交番、パレマルシェ北寺島、浜松駅南団地）

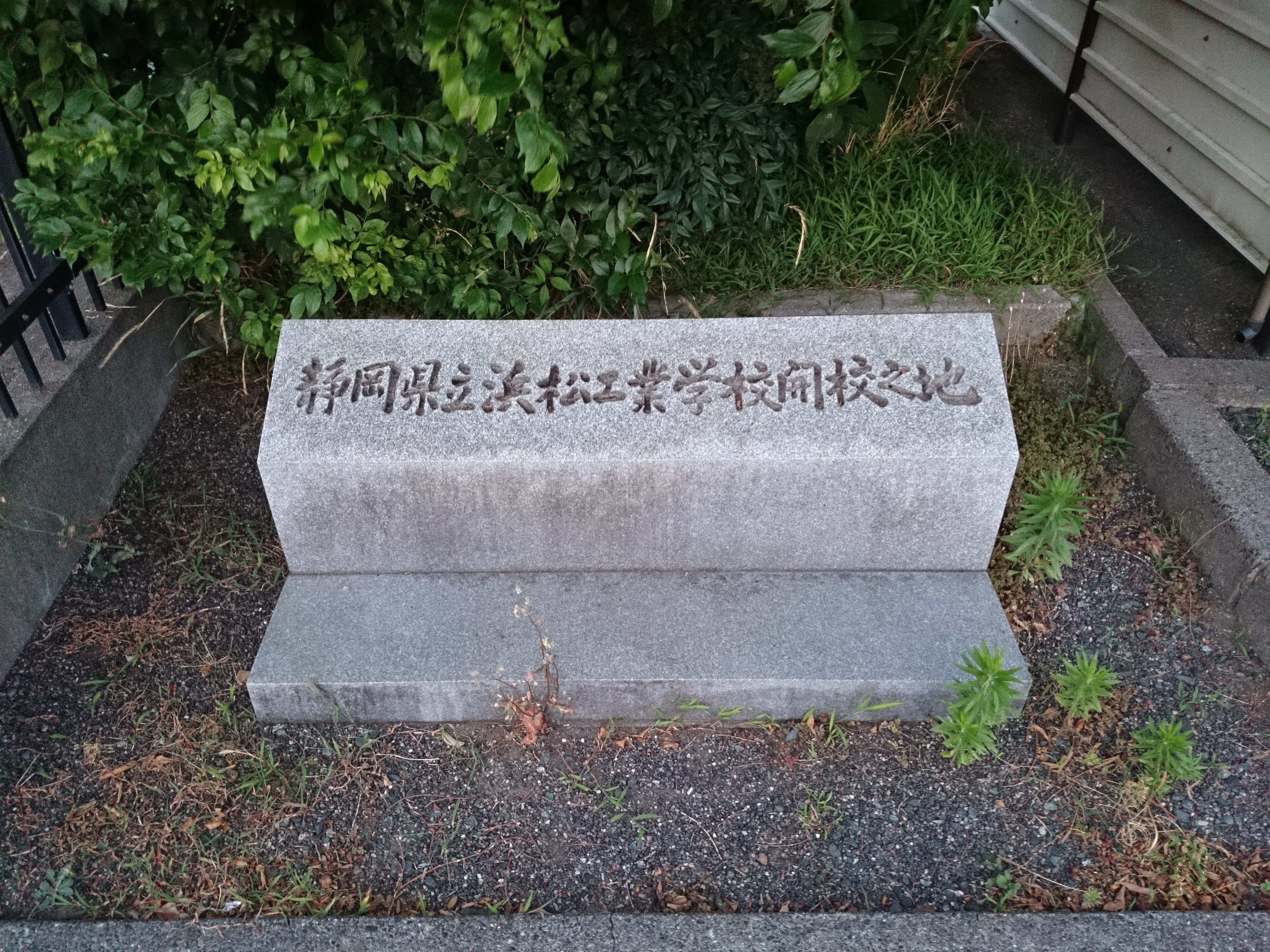
「静岡県立浜松工業学校開校之地」記念碑

- 1915年（大正4年） - 浜松市中区北寺島町（パレマルシェ・北寺島跡地。2015年8月20日に閉店）に静岡県染織講習所として創立する
- 1917年（大正6年） - 静岡県立浜松工業学校と改称する（染色仕上科・紡織科）
- 1920年（大正9年） - 図案科を設置する
- 1924年（大正13年） - 建築科を設置する
- 1939年（昭和14年） - 機械科を設置する
- 1943年（昭和18年） - 染色仕上科を工業化学科と、図案科を木材工芸科とそれぞれ改称する
- 1944年（昭和19年） - 航空機科を設置する
- 1945年（昭和20年） - 連合軍の指令により航空機科を機械科Bと改称する
- 1947年（昭和22年） - 機械科Bを電気科に変更する
- 1948年（昭和23年） - 学制改革により静岡県立浜松工業高等学校となる。定時制の課程を設置する
- 1951年（昭和26年） - 土木科を設置する
- 1963年（昭和38年） - 木材工芸科を工業デザイン科と、紡織科を繊維機械科と改称する
- 1964年（昭和39年） - 全日制の現在地への移転が完了
- 1965年（昭和40年）
  - 定時制の現在地への移転が完了
  - プールが完成する
- 1973年（昭和48年） - 情報技術科を設置し、繊維機械科を繊維工学科と改称する
- 1981年（昭和56年） - 工業デザイン科をデザイン科と改称する
- 1990年（平成2年） - 繊維工学科を繊維システム科と改称する
- 1997年（平成9年） - 工業化学科をシステム化学科と改称する
- 2006年（平成18年） - 繊維システム科募集停止
- 2012年（平成24年） - 理数工学科を設置する
- 2013年（平成25年） - スーパーサイエンスハイスクールに指定される（１期目/平成29年度まで）。[15]
- 2015年（平成27年） - 創立100周年。記念式典をアクトシティ浜松大ホールにて開催。
- 2019年（平成31年） - スーパーサイエンスハイスクールに指定される（２期目/令和５年度まで）。

## 学校生活

### 全日制

#### 制服
男子：一般的な金ボタン5個の黒学ラン（標準型学生服）
女子：紺のブレザー、白カッターシャツに黒のネクタイ

#### 日課
50分授業で、1日6時間を基本とする。月曜および木曜は、選択希望者のみ（理数工学科は全員）7時間授業となる。詳細は下表のとおり。
|        |        | 6時限日課 （火・水・金） | 7時限日課 （月・木） |
| ------ | ------ | ------------------------ | -------------------- |
| 午 前  | SHR    | 8：35 ～ 8：40           | 8：35 ～ 8：40       |
| 午 前  | 1時限  | 8：50 ～ 9：40           | 8：50 ～ 9：40       |
| 午 前  | 2時限  | 9：50 ～ 10：40          | 9：50 ～ 10：40      |
| 午 前  | 3時限  | 10：50 ～ 11：40         | 10：50 ～ 11：40     |
| 昼休み | 昼休み | 11：40 ～ 12：35         | 11：40 ～ 12：35     |
| 午 後  | 4時限  | 12：35 ～ 13：25         | 12：35 ～ 13：25     |
| 午 後  | 5時限  | 13：35 ～ 14：25         | 13：35 ～ 14：25     |
| 午 後  | 6時限  | 14：35 ～ 15：25         | 14：35 ～ 15：25     |
| 午 後  | SHR    | 15：30 ～ 15：35         | 15：30 ～ 15：35     |
| 午 後  | 清掃   | 15：35 ～                | －                   |
| 午 後  | 7時限  | －                       | 15：40 ～ 16：30     |

全日制の日課の特徴としては上表のように、昼休みを挟んで午前・午後をそれぞれ3時間で区切ることが挙げられる。これは、各科専門教科で行われる「実習授業」を効率的に行うため、3時間連続（途中休憩あり）で実施されるためである。

#### 給食
高等学校としては全国的にも珍しく、全員給食を実施している。3時限目終了後、全校生徒が第1体育館1階の食堂にて給食をとる。食堂の運営（調理等）は外部委託業者による。

広い食堂とはいえ、全校生徒1,000名以上を一度に収容することはできないうえ、給食の提供も間に合わなくなる可能性があるため、学年ごと（3年生、2年生、1年生の順）に10分程度の時間差を設けて食堂に入室する措置がとられている。

メニューは、A定食（ワンプレート）、B定食（丼物）、麺類、カレーの4種類から選ぶことができる。カレー以外の3種類は日替わりとなっている。

月毎の献立表は各教室に掲示されるため、メニューは事前に確認することができる。また、食堂入口に当日提供される4種類のサンプルが置かれるため、実物の内容を見てその場で決めることもできる。

#### 行事
4月
入学式
部活動・サークル紹介
対面式
9月
体育大会
10月
浜工祭（学校祭）
12月
修学旅行
遠足
球技大会
3月
卒業式

#### 部活動・サークル活動
- 部活動

| 運動部 陸上競技 野球 テニス 水泳 ラグビー 男子バレーボール 女子バレーボール 男子バスケットボール サッカー 卓球 アーチェリー 弓道 柔道 山岳 剣道 ボクシング | 文化部 ギター 美術 理科研究 写真 演劇 文芸 吹奏楽 囲碁・将棋 手芸・調理 ビデオ研究 | 生産部 情報処理 環境化学 デザイン 機械研究 建築研究 電気研究 土木研究 理数研究部 知的制御研究 |

- サークル活動

文化
華道
茶道
漫画
琴

### 定時制

#### 日課
|                      | 日課             |
| -------------------- | ---------------- |
| 給食                 | 16：45 ～ 17：25 |
| SHR                  | 17：30 ～ 17：35 |
| 1時限                | 17：40 ～ 18：25 |
| 2時限                | 18：25 ～ 19：10 |
| 3時限                | 19：15 ～ 20：00 |
| 4時限                | 20：00 ～ 20：45 |
| 5時限 （三修生のみ） | 20：45 ～ 21：30 |

5時限目は、三修生（3年間で卒業しようとする人）のみ。

#### 行事
4月
入学式
対面式
7月
球技大会
10月
修学旅行
1月
静岡県西部高校定時制生徒合同文化祭
3月
卒業式

#### 部活動
陸上競技
バレーボール
バスケットボール
柔道
剣道
ソフトテニス
卓球
バドミントン
サッカー
野球
水泳
生産部
文化部

## 姉妹校
- 台湾（台中市沙鹿区）台中市立沙鹿工業高級中等学校 - 1976年に姉妹校締結。職員・生徒が相互交流を行っている。

## アクセス

### 鉄道
最寄駅は遠州鉄道積志駅だが、最短ルートでも3 km以上の距離があるため、その他の公共交通機関（路線バスもしくはタクシー）を併用することが望ましい。
- JR浜松駅および遠州鉄道浜北駅、小松駅より、下記の路線バスに乗り換えることができる。

### 路線バス
| 乗車停留所およびターミナル        | 路線名                             | 下車停留所                                            |
| --------------------------------- | ---------------------------------- | ----------------------------------------------------- |
| 浜松駅バスターミナル 13番のりば   | <56>萩丘都田線（テクノ、都田経由） | 「浜工高前」（徒歩1分・正門の近く）                   |
| 浜松駅バスターミナル 13番のりば   | <50>山の手医大線                   | 「浜工高前」 または 「浜工東」（徒歩1分・北門の近く） |
| 浜松医科大学                      | <47>医大じゅんかん（葵町医大線）   | 「浜工高前」 または 「浜工東」（徒歩1分・北門の近く） |
| 遠州鉄道浜北駅、小松駅 浜名区方面 | <100>浜北医大三方原聖隷線          | 「浜工高前」 または 「浜工東」（徒歩1分・北門の近く） |

東名高速道路
- 浜松ICより約20分。走行距離約10 km - 浜松ICより県道65号（浜松環状線）を北上。中央区笠井町地内（浜松市立笠井中学校付近）で道なりに西進。「赤松坂」交差点（中央区東三方町地内）を左折し、国道257号（住吉バイパス）を約800 m南進した左手（浜松工業高校前交差点角）。
- 浜松西ICより約10分。走行距離約6 km - 浜松西ICより県道65号（浜松環状線）を北上。「赤松坂」交差点（中央区東三方町地内）を右折し、国道257号（住吉バイパス）を約800 m南進した左手（浜松工業高校前交差点角）。

新東名高速道路
- 浜松浜北ICより約30分。走行距離約12 km - 浜松浜北ICより国道152号を南下。「内野（うちの）入口」交差点（浜名区内野地内）を右折し、県道65号（浜松環状線）を西進。「赤松坂」交差点（中央区東三方町地内）を左折し、国道257号（住吉バイパス）を約800 m南進した左手（浜松工業高校前交差点角）。

## 周辺施設
- 遠州鉄道三方原営業所 - 東方約400 m（ここから<53>萩丘都田線（旭ヶ丘経由）にも乗車出来る。）
- 浜松市立初生小学校 - 南方約500 m
- 浜松日体中学校・高等学校 - 東方約800 m
- 浜松医科大学、浜松医科大学医学部附属病院 - 東方約1 km
- 浜松北郵便局 - 西方約1 km
- 浜松市立北星中学校 - 西方約1.4 km

## 主な卒業生
```
木下惠介
 （映画監督）

中根金作
 （
作庭家
、
大阪芸術大学
学長）

島津幸広
（元
衆議院議員
）
高林哲夫（元プロ野球選手、元浜松工業監督）

大畑庄作
（元プロ野球選手）
伊藤升久（元野球選手、日米大学野球出場）

岩下修一
 （元プロ野球選手）

浦野博司
（元プロ野球選手・
北海道日本ハムファイターズ
所属）

鈴木文
 （陸上選手）

伊藤亜由子
 （スピードスケート選手）

森栄太
 （射撃選手）

ケンキ
 （お笑い芸人）

林家ぼたん
 （落語家）

三笑亭可風
 （落語家）

竹山昌利
　（映画プロデューサー）

柴原英孝
　（ラグビー選手）                     

島沢翔哉
　（実業家、教育者、サッカー指導者）

坪井智也
　（ボクシング選手）

西岡健吾
　（タレント）

野中恒亨
  （陸上選手）
```

## 画像ギャラリー

### 現在（初生町移転後）

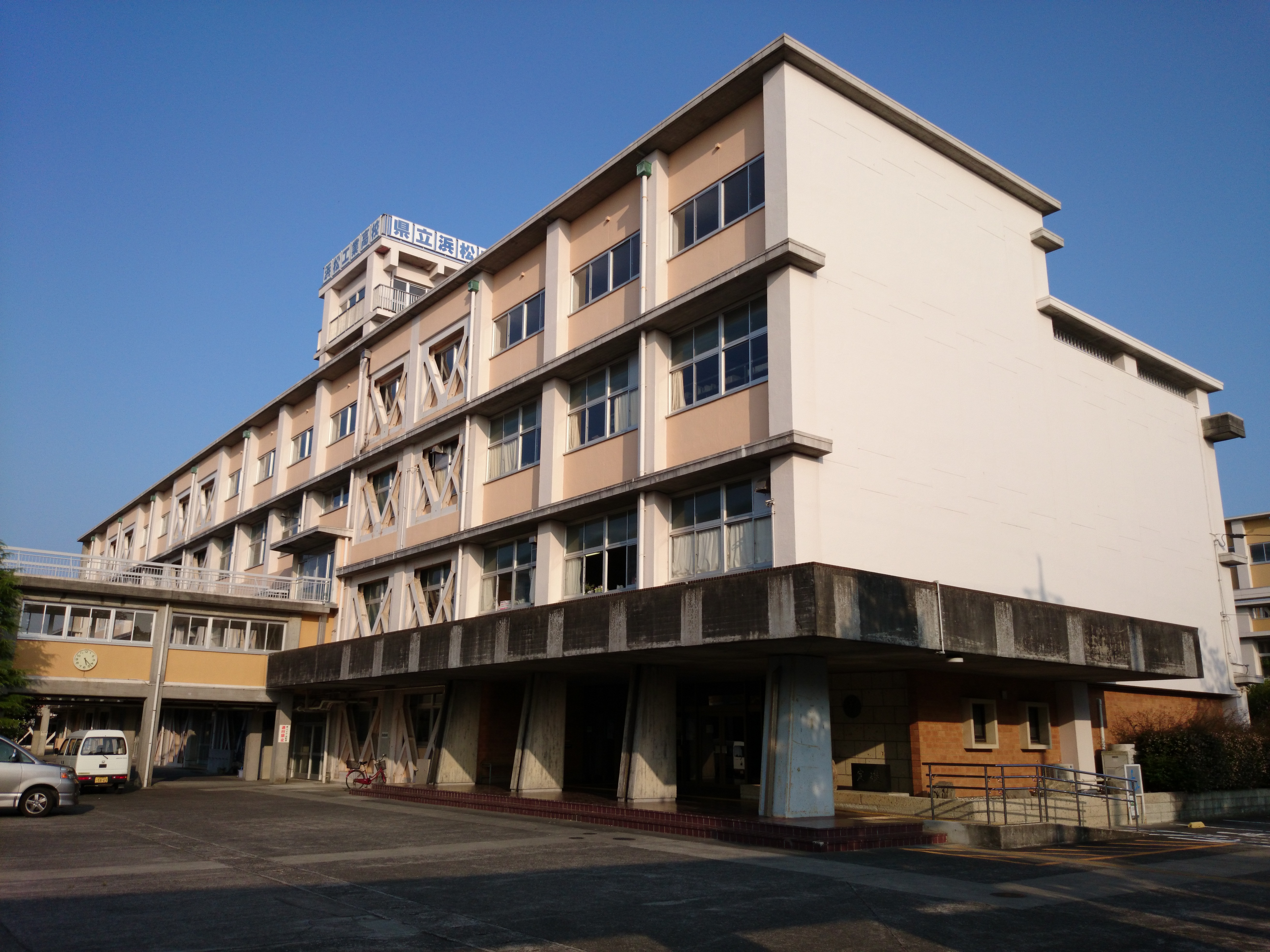
校舎本館
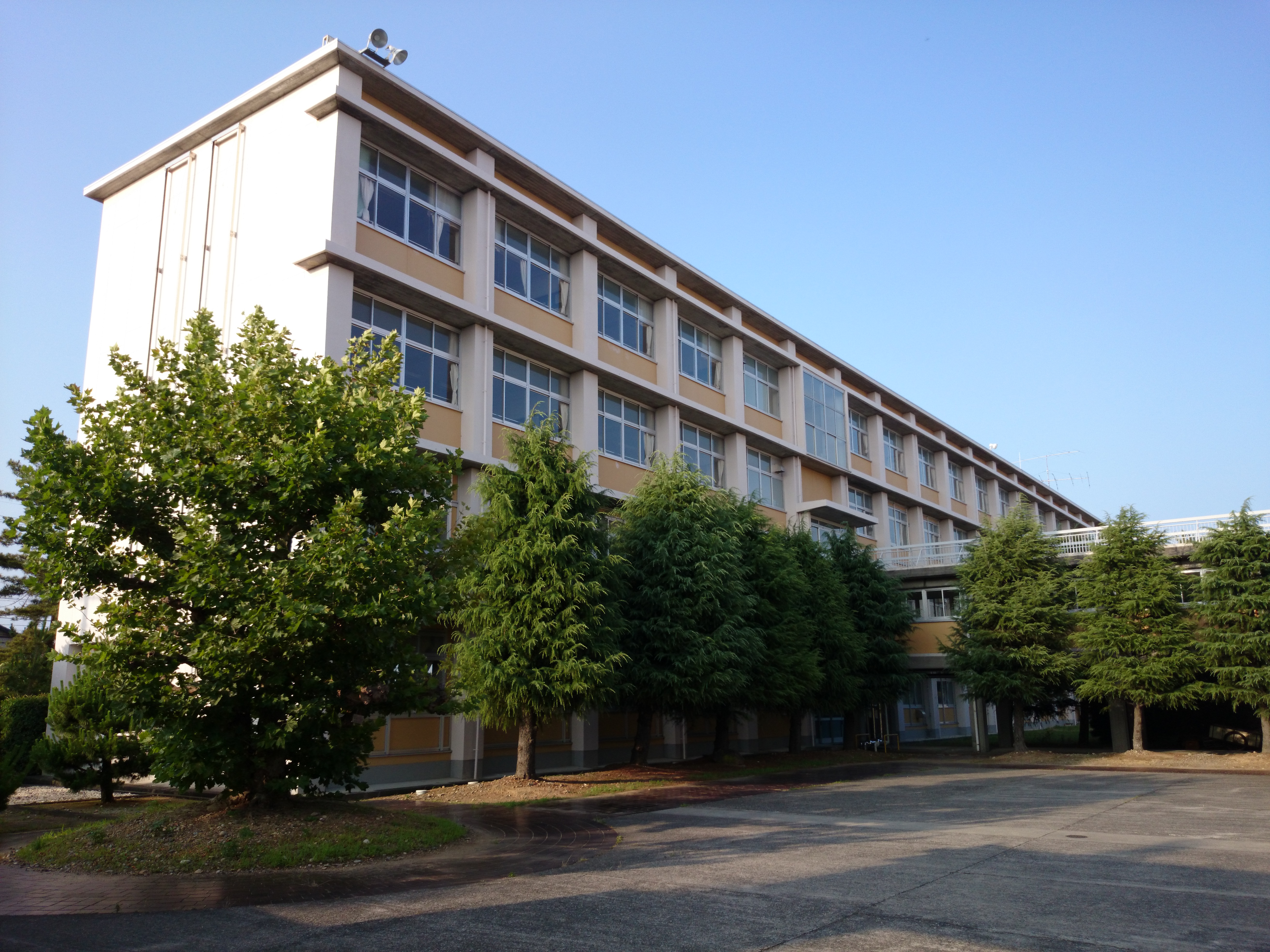
校舎北館
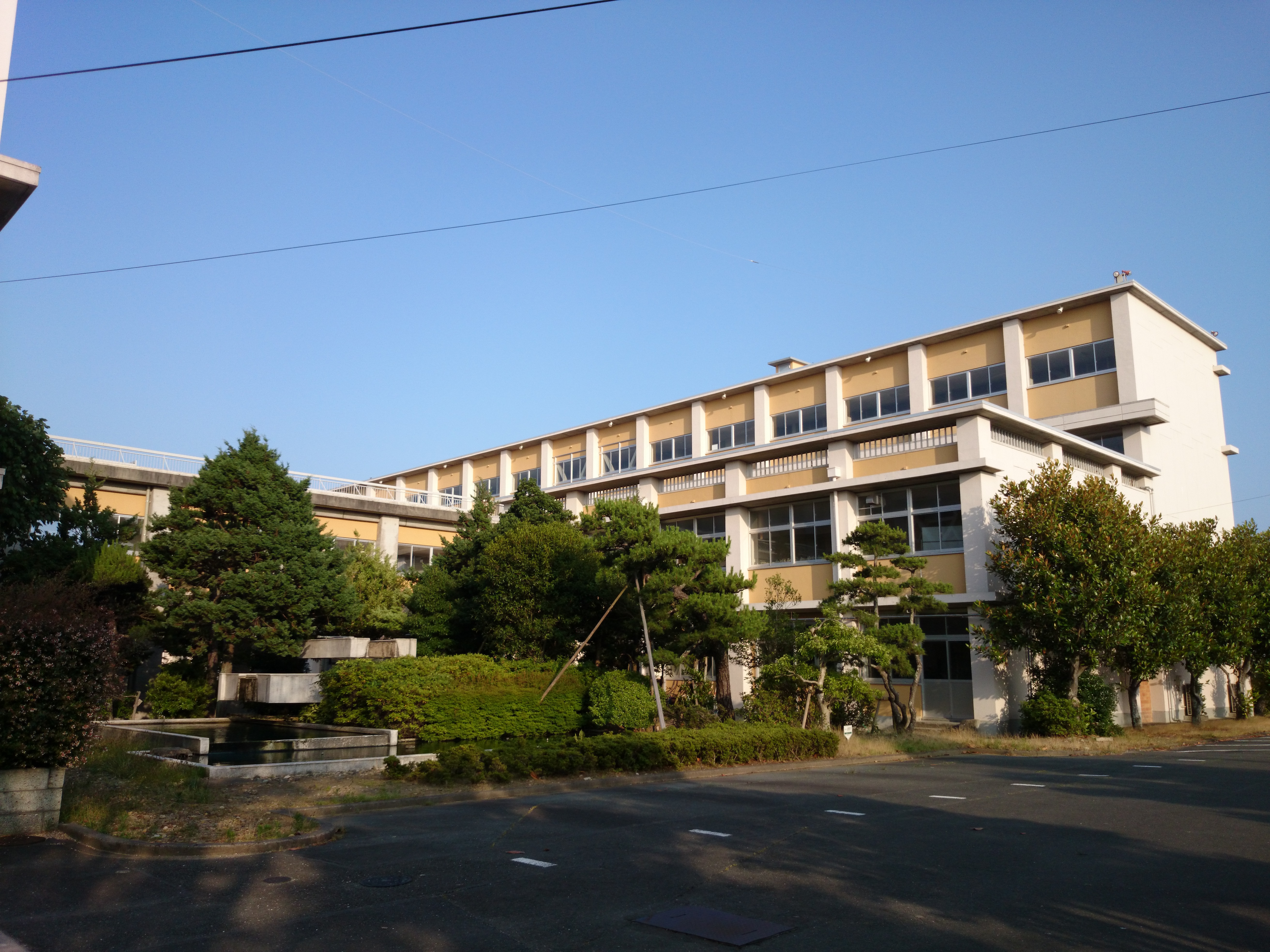
校舎南館（北側）
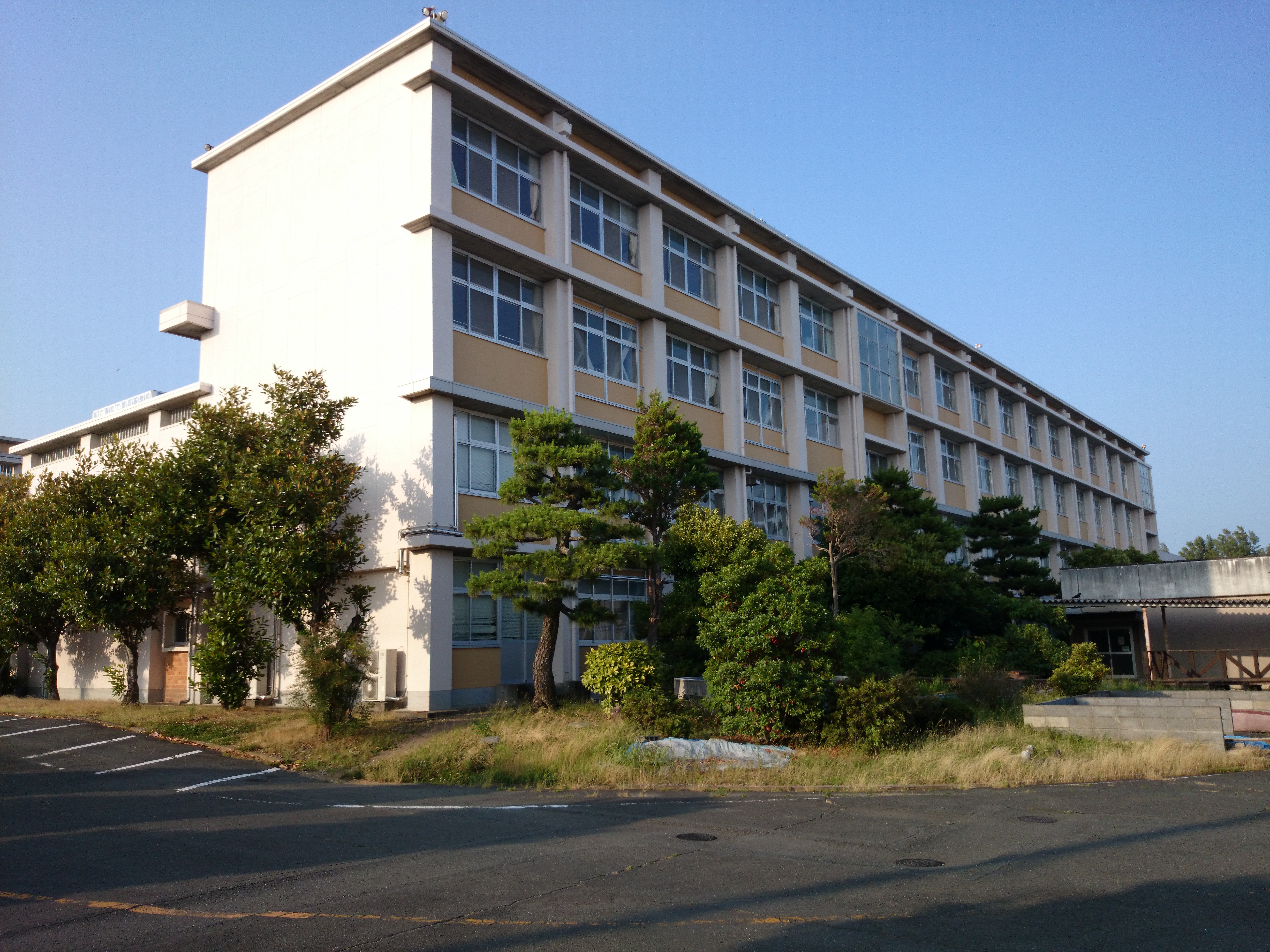
校舎南館（南側）
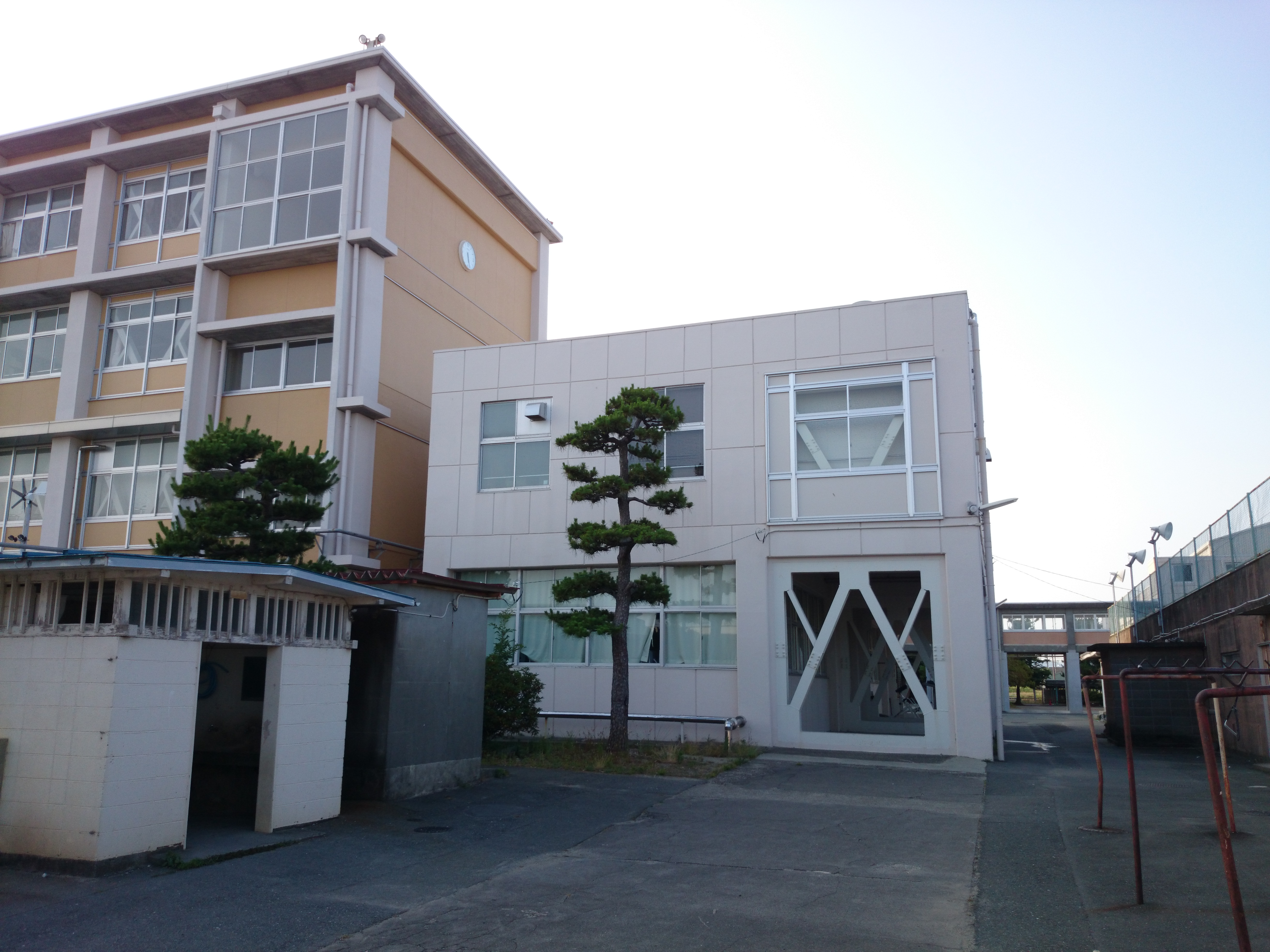
校舎南館と情報技術科棟
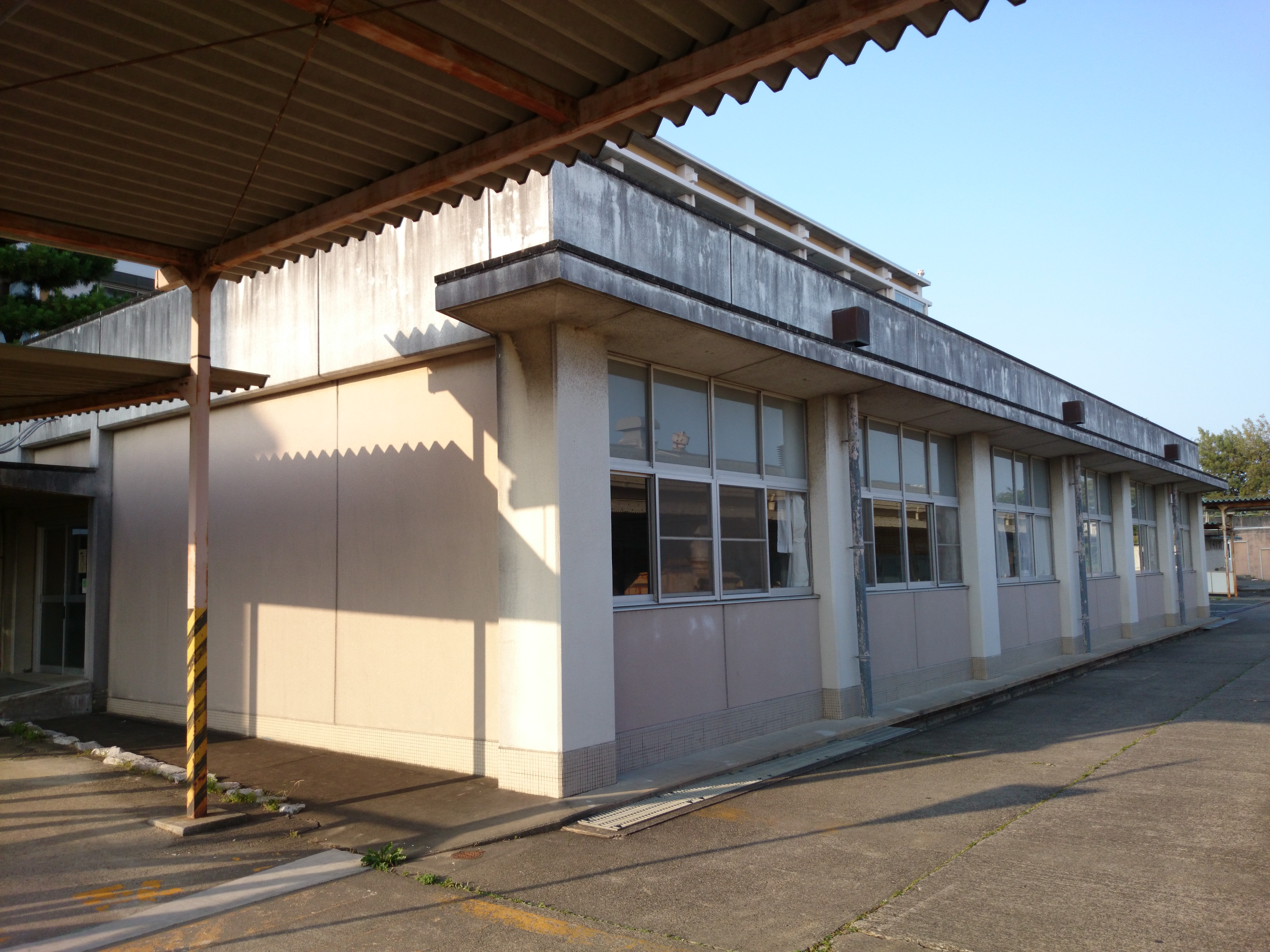
美術室棟(1990年前後は電気科と情報技術科の教室として利用されていた。)
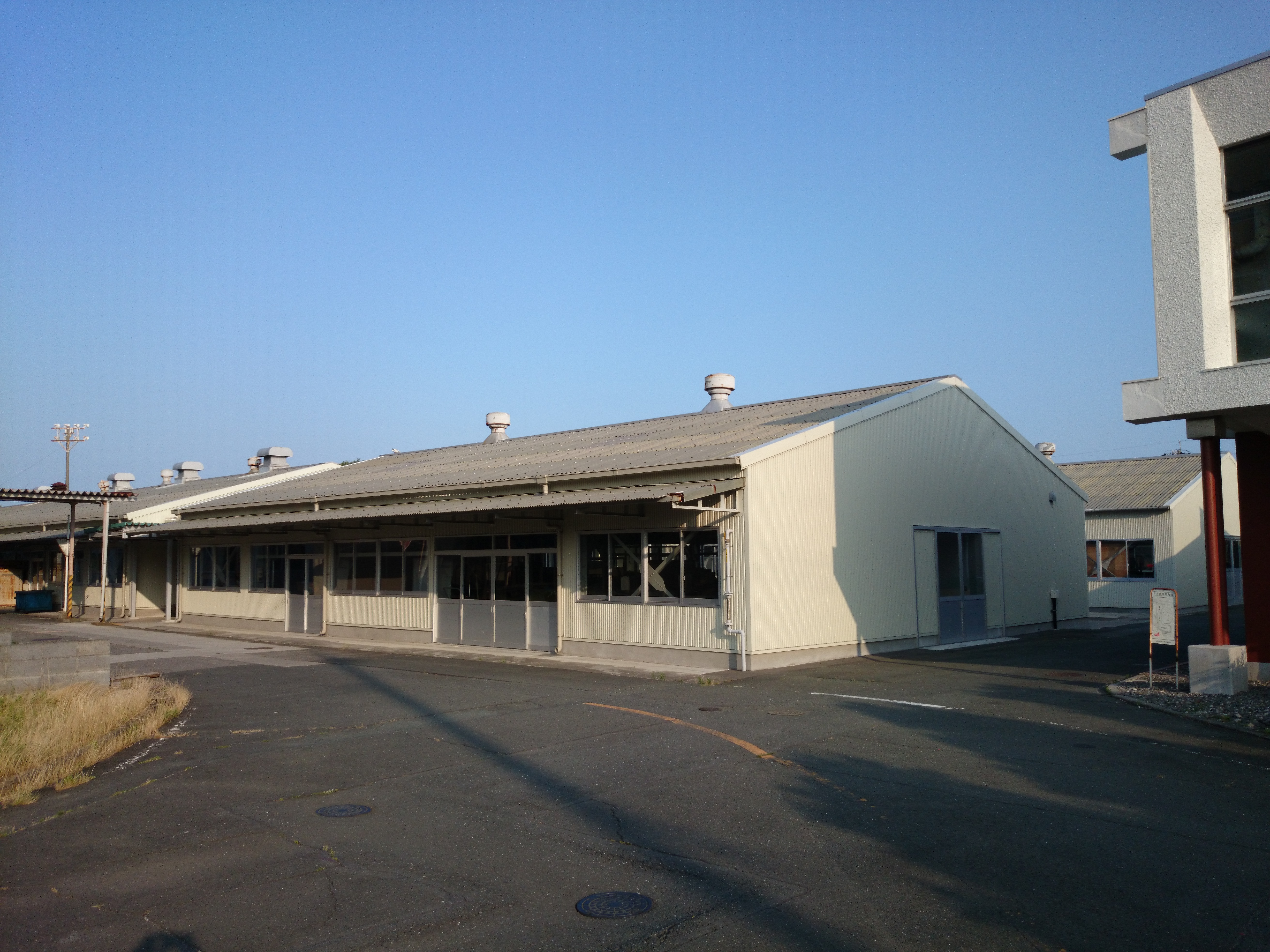
工場棟（西側）
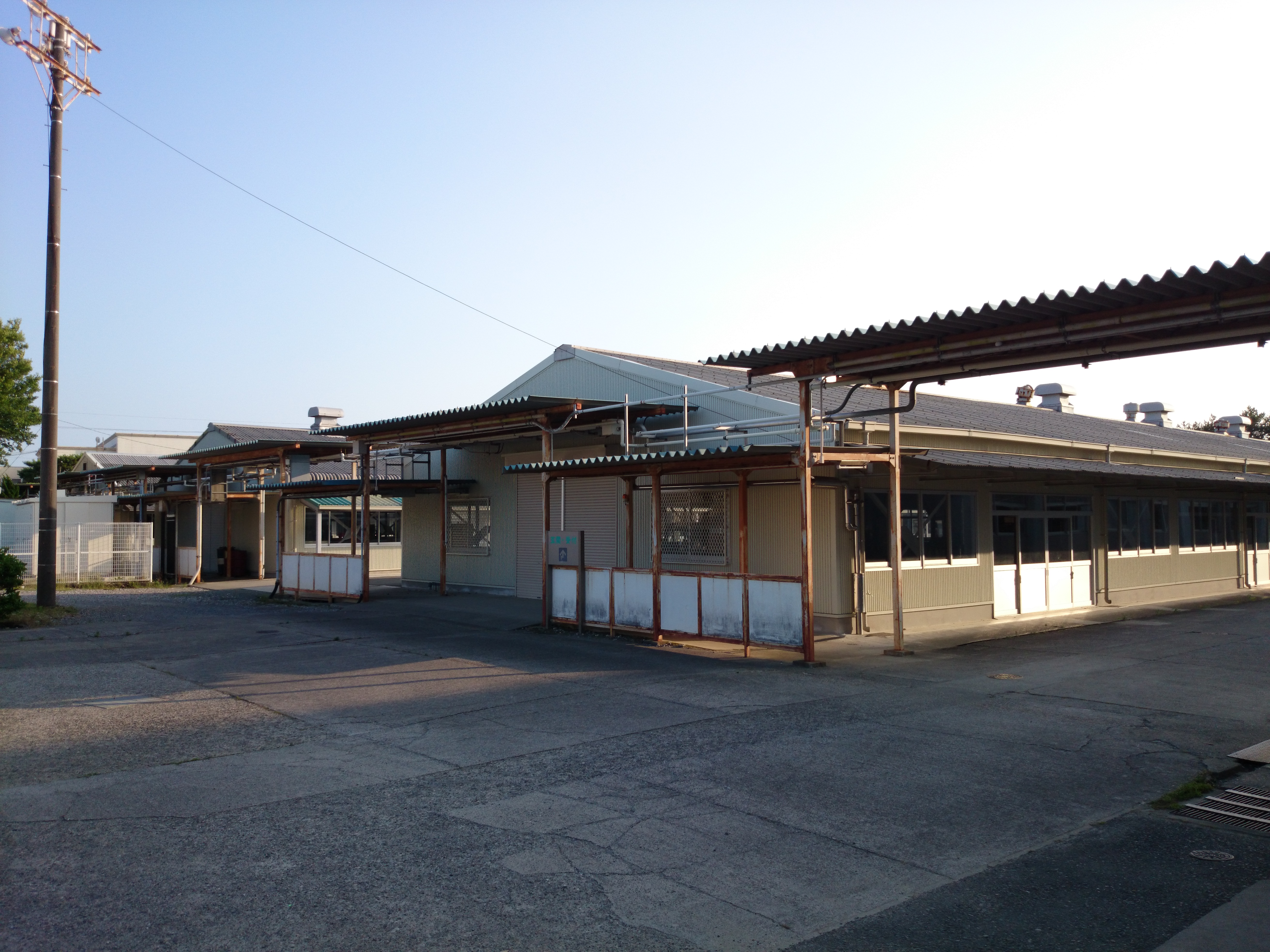
工場棟（東側）
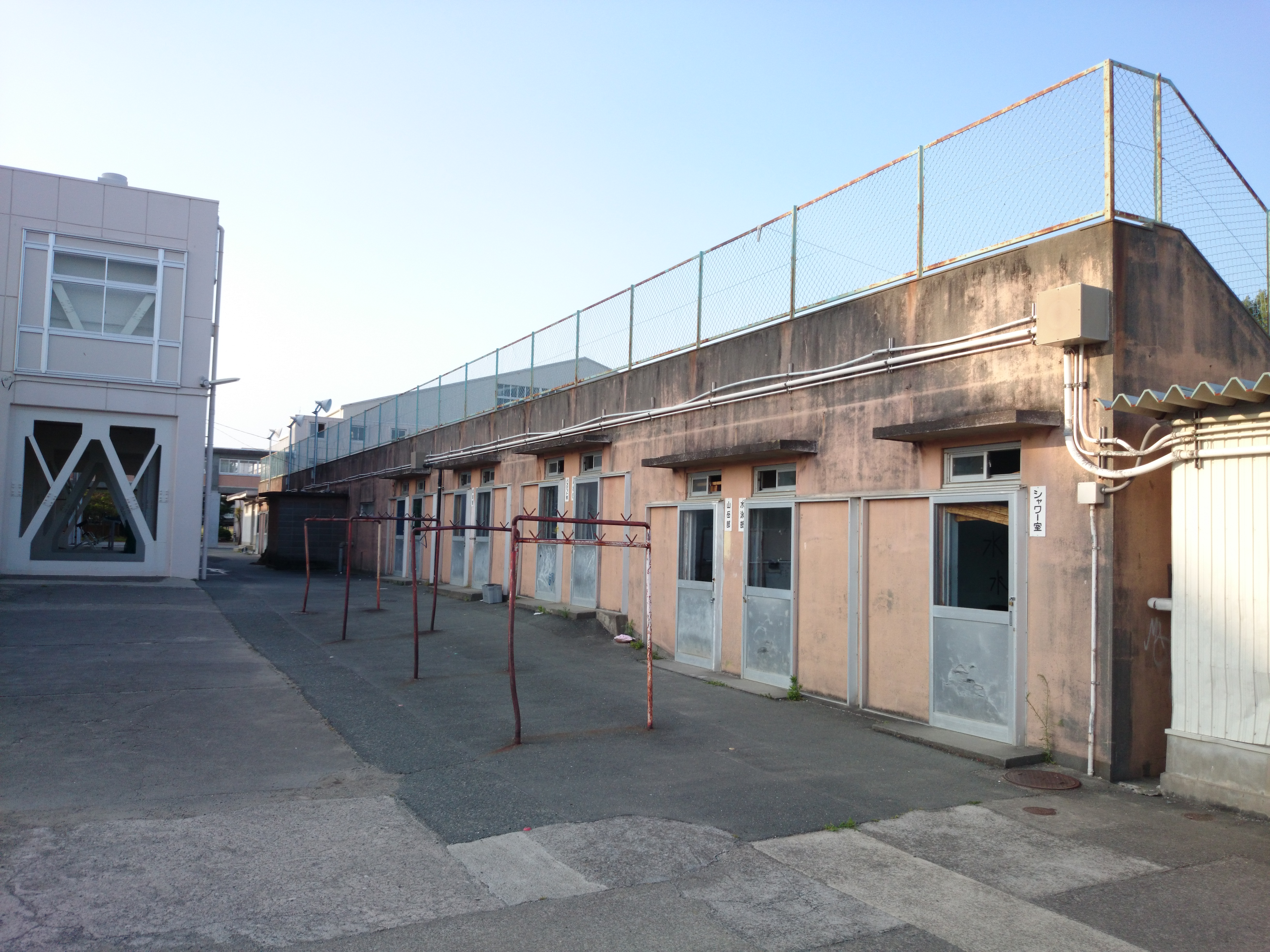
部室
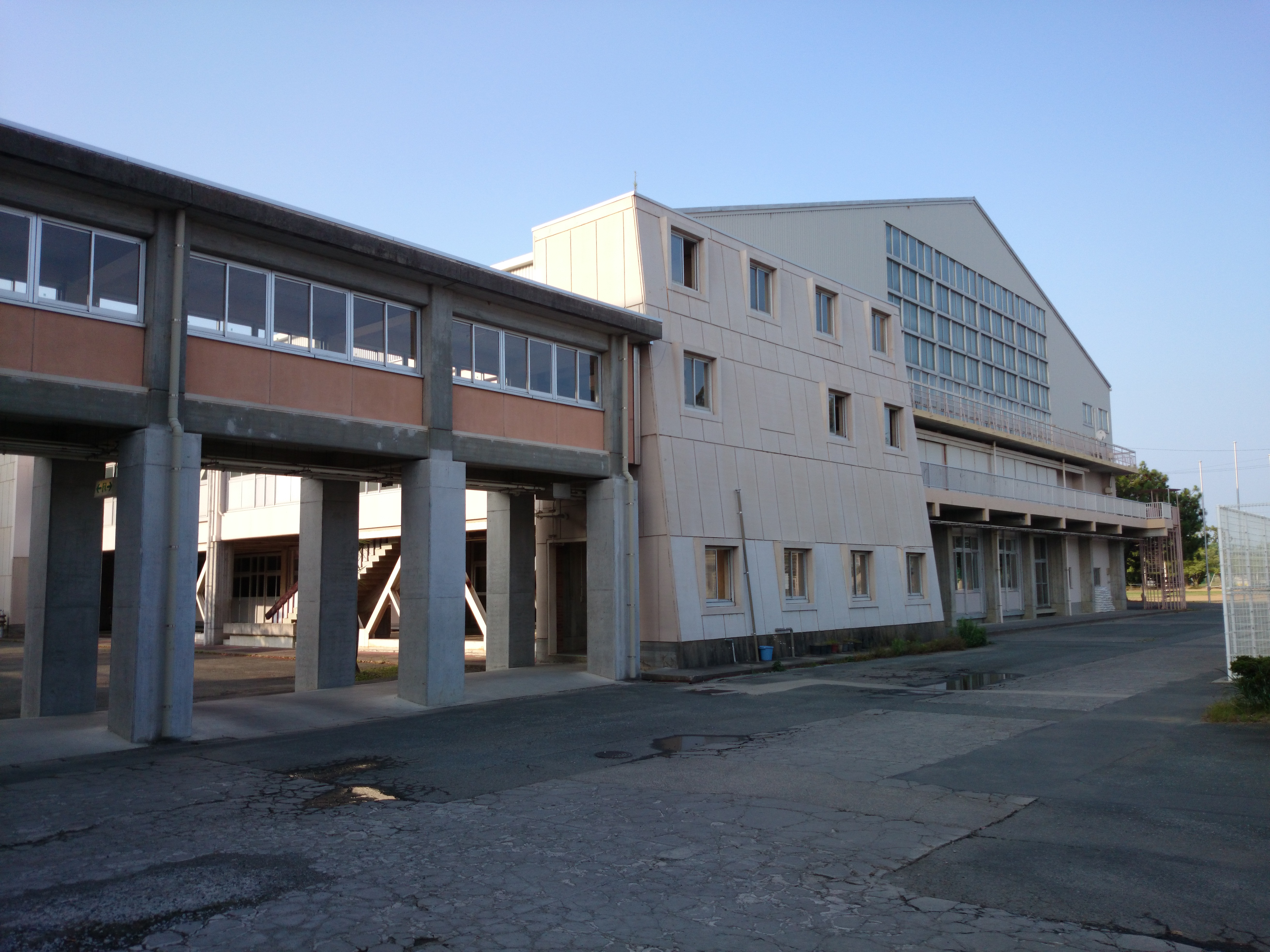
第1体育館
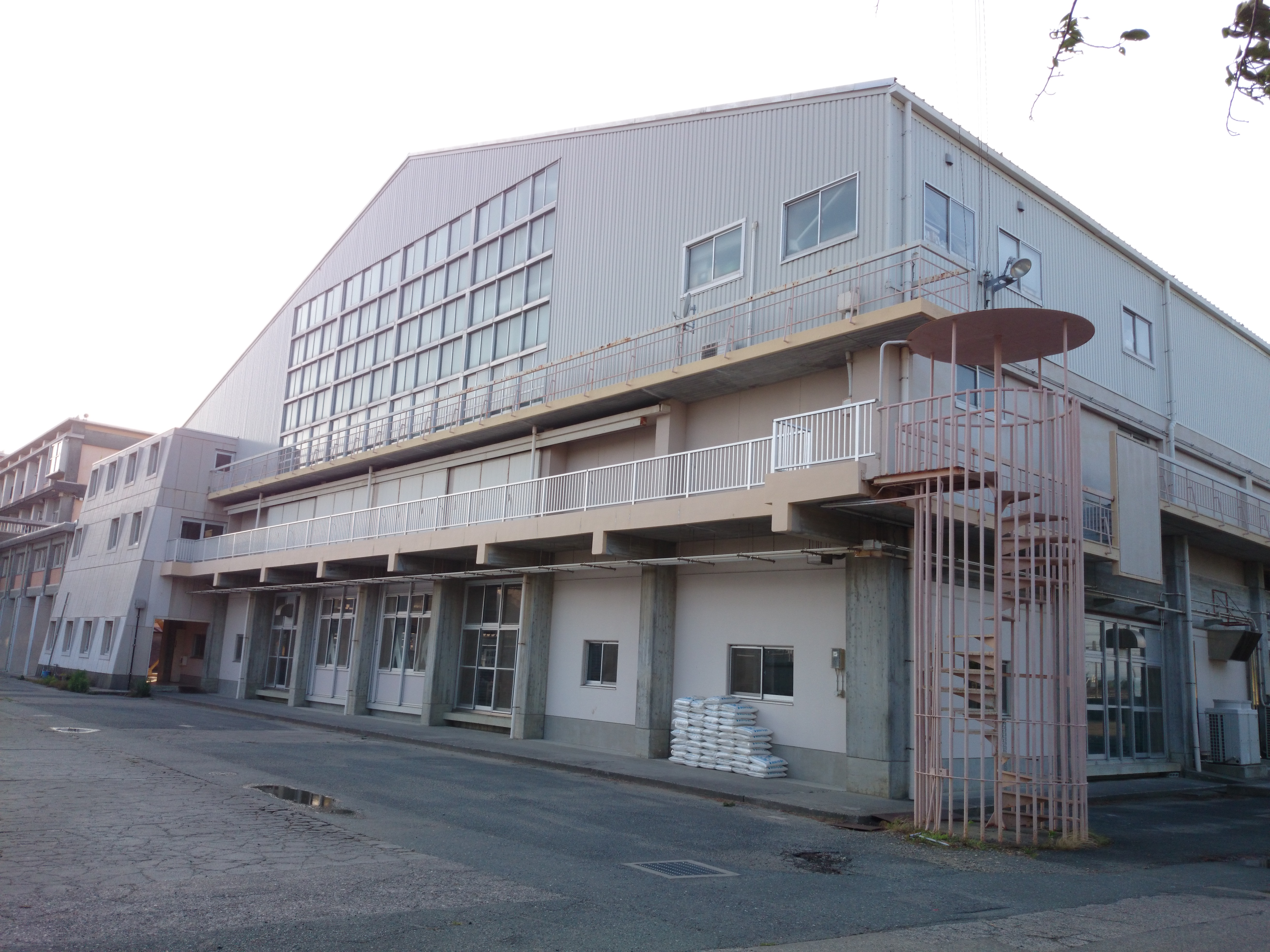
第1体育館
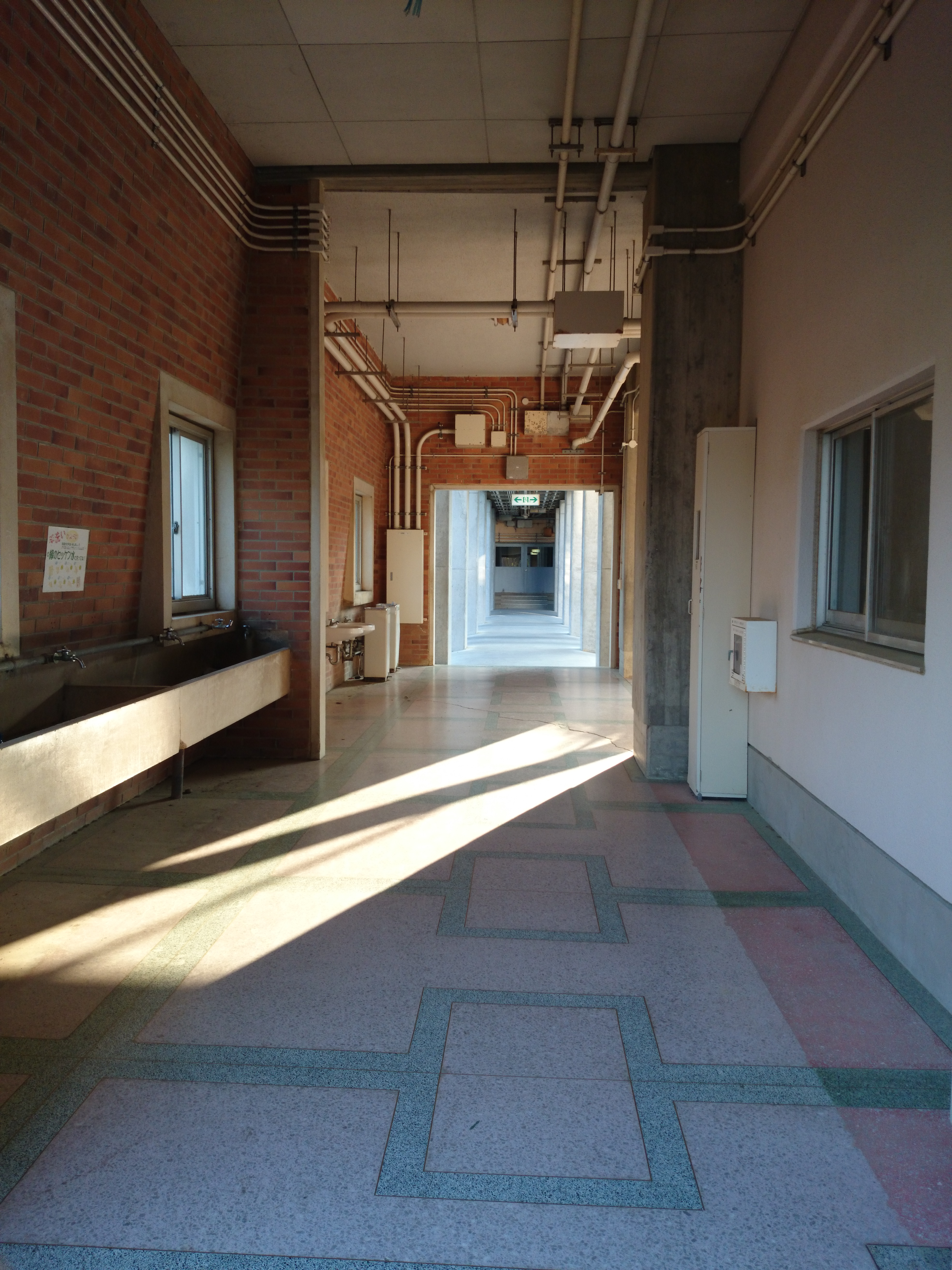
第1体育館（1階通路）
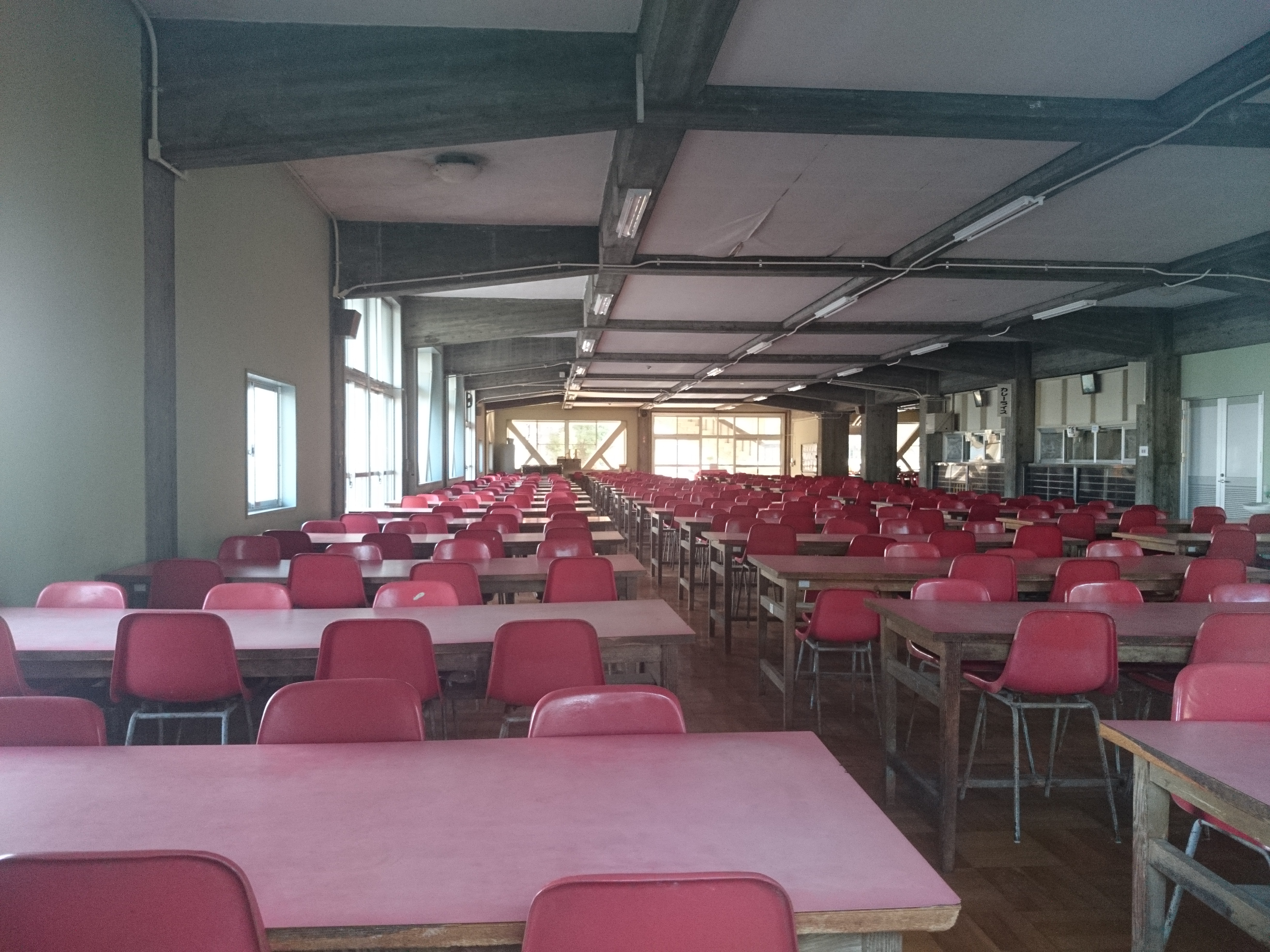
食堂（第1体育館1階）
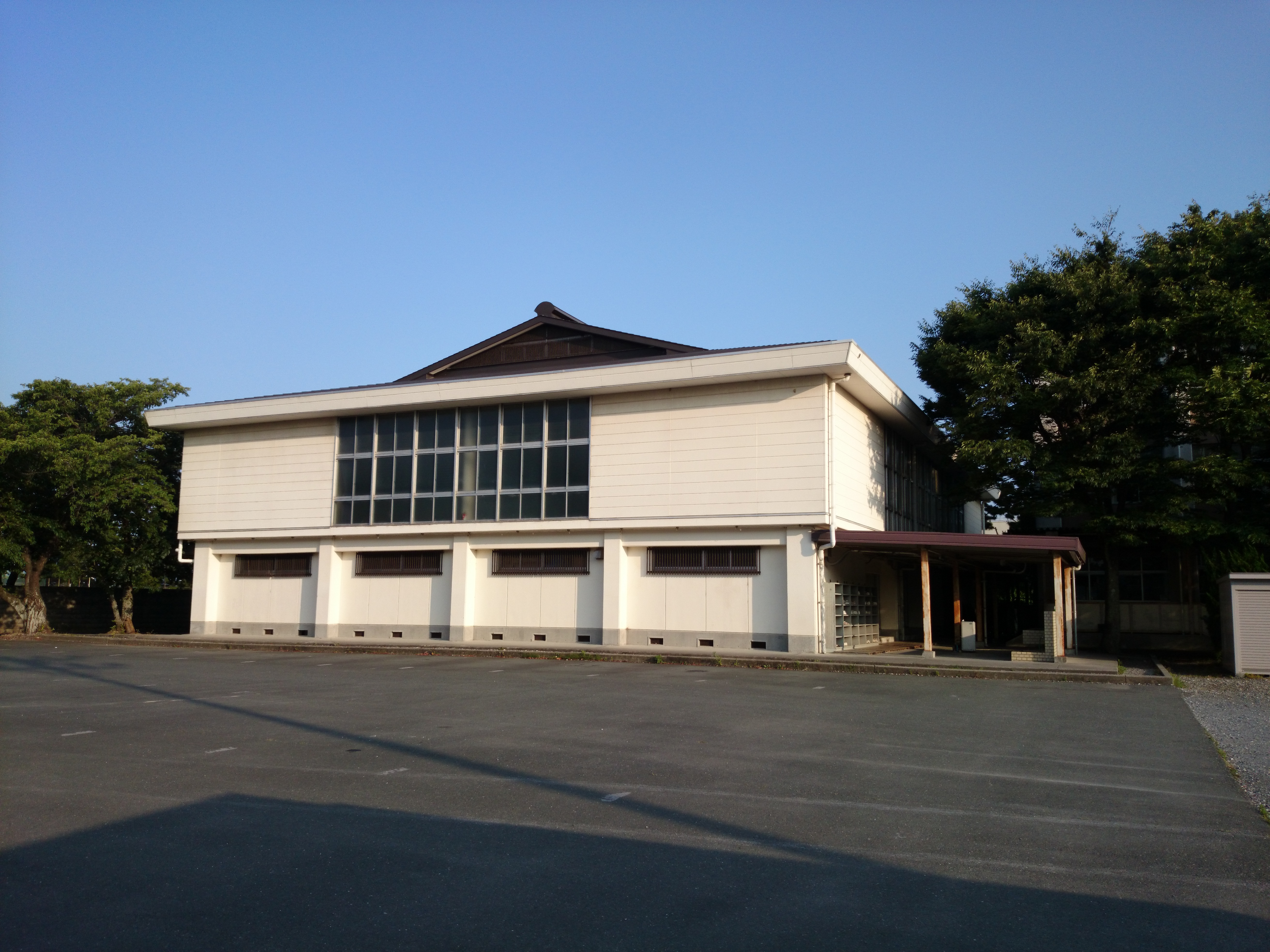
第2体育館
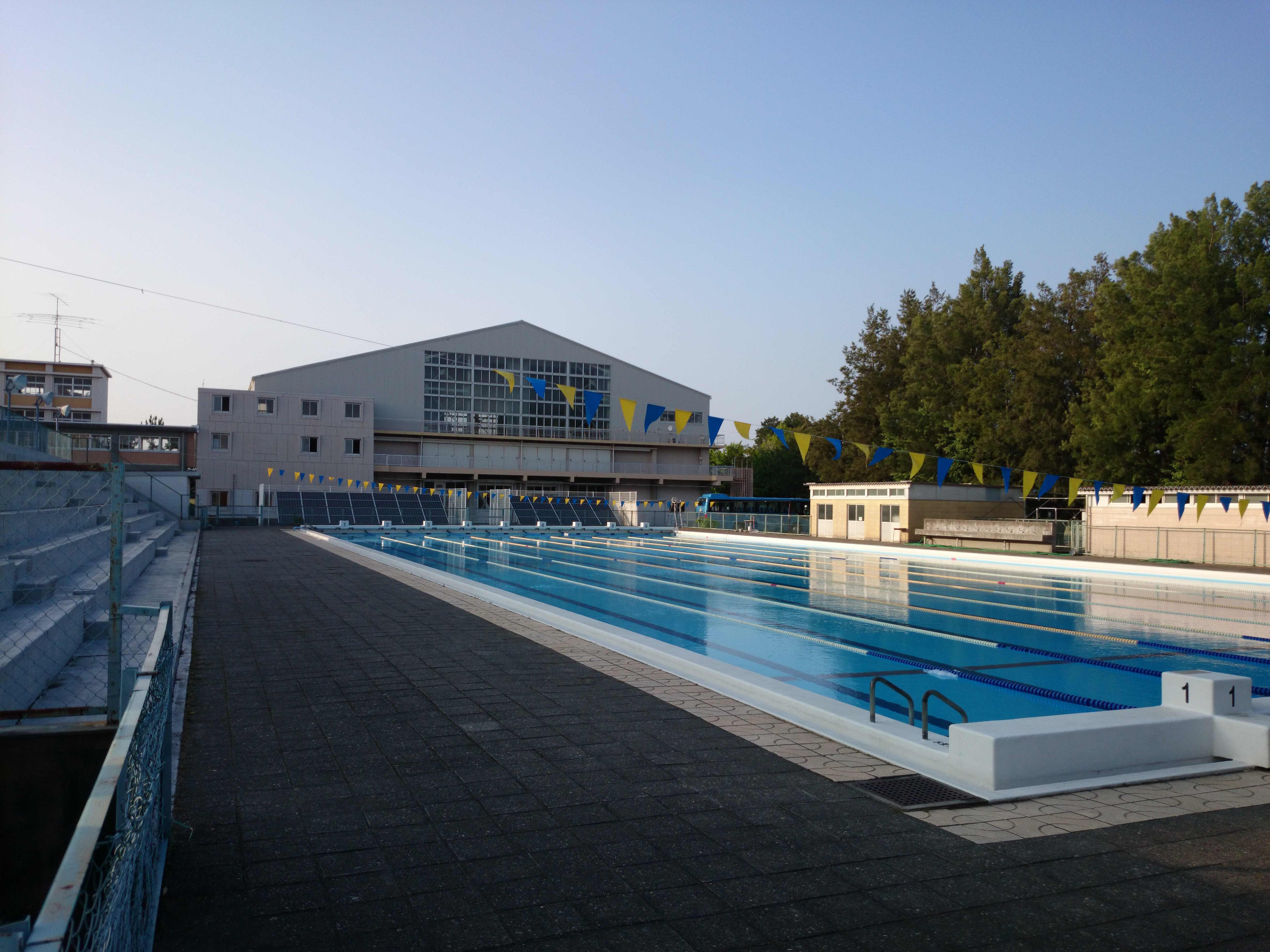
プールと第1体育館
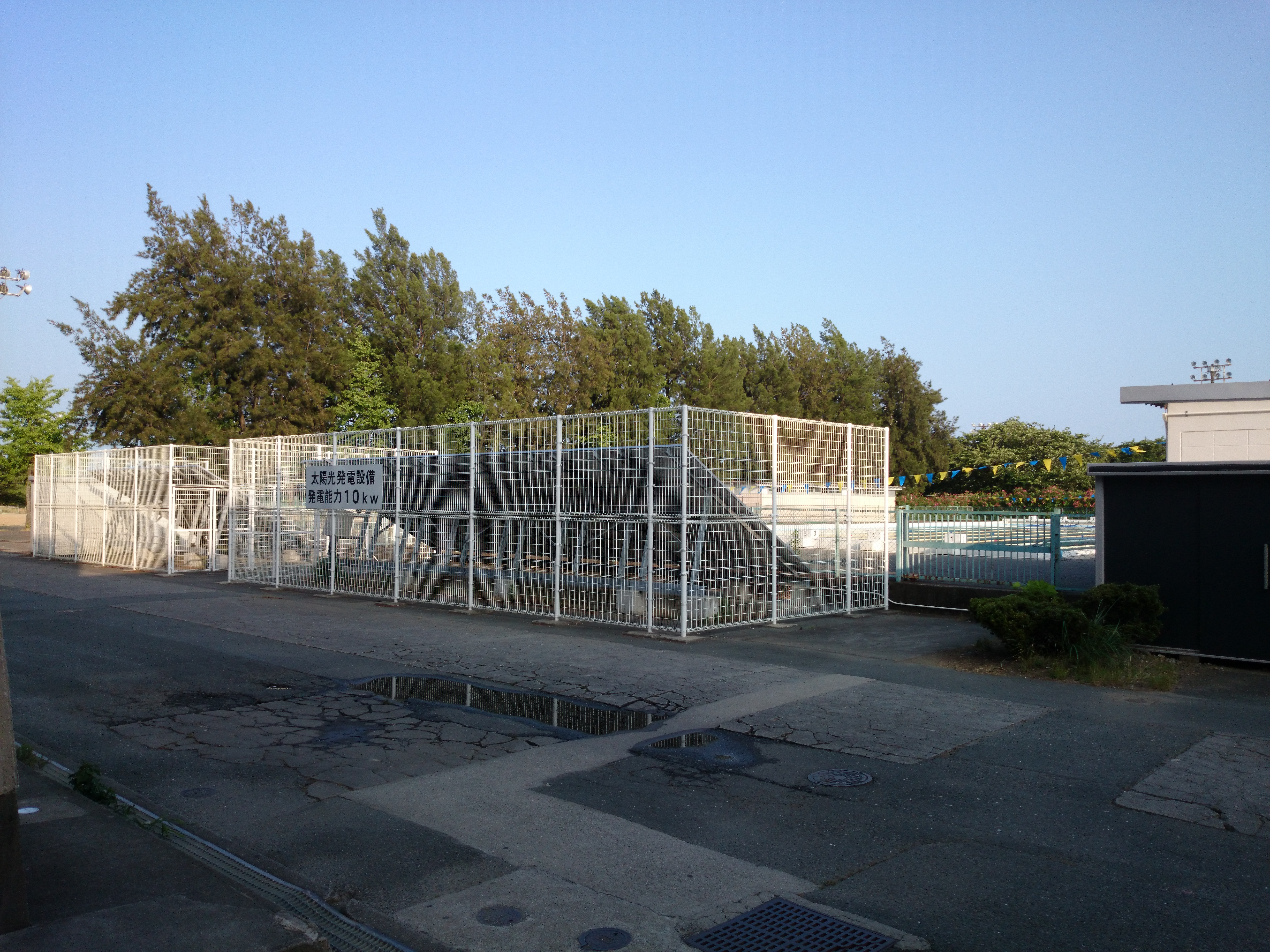
太陽光発電設備（プール北側）
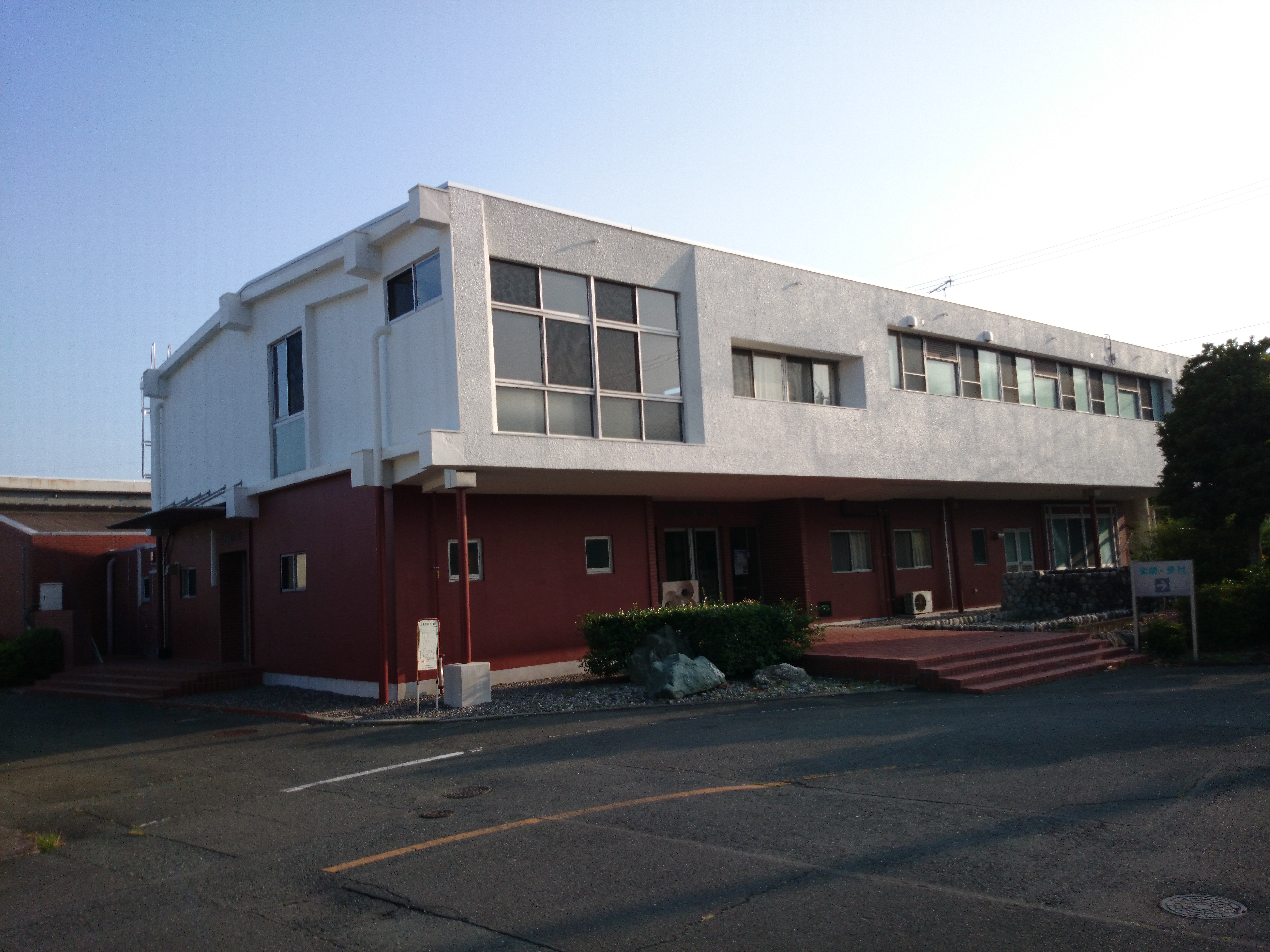
同窓会館・生活館
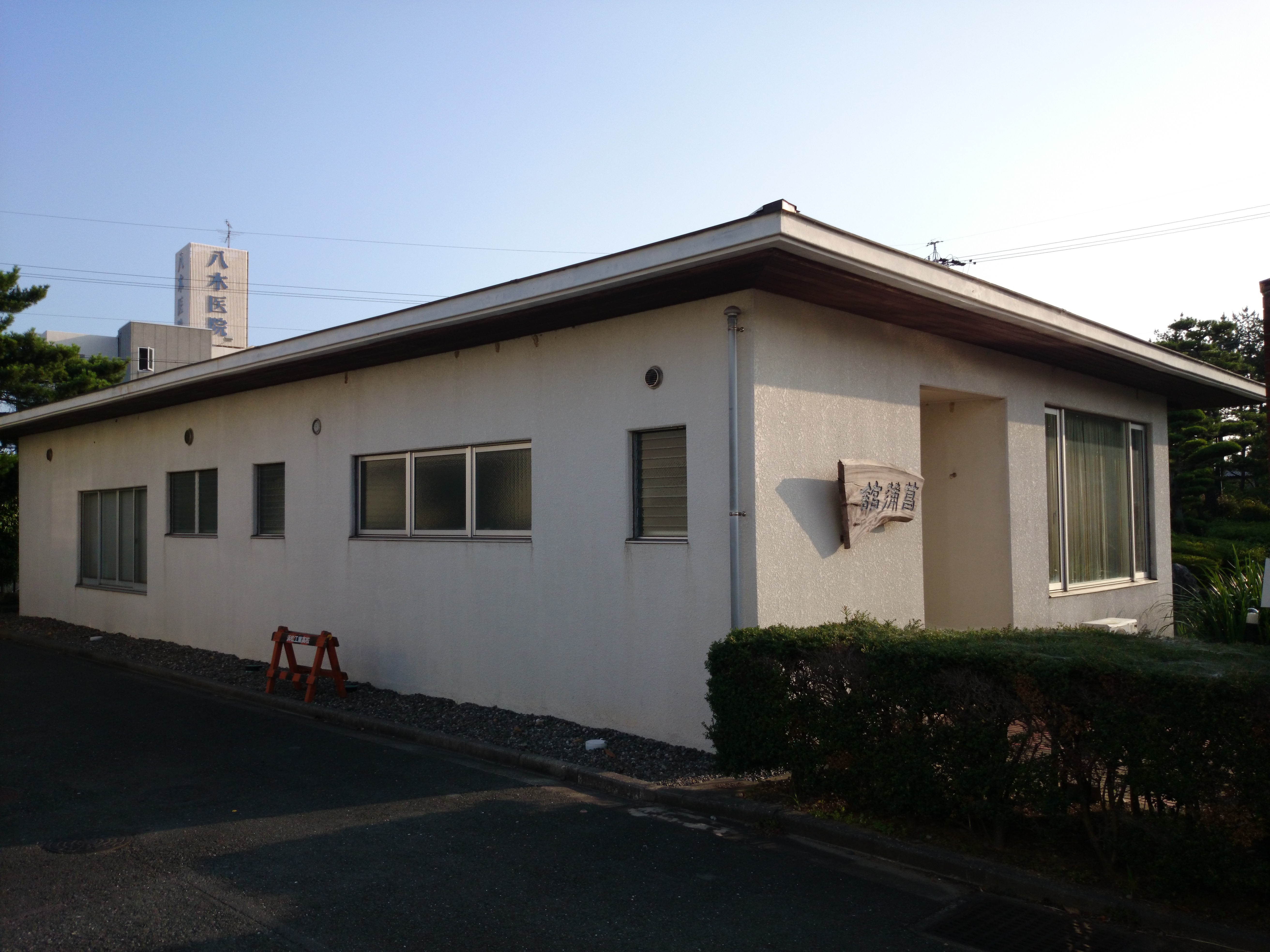
菖蒲館
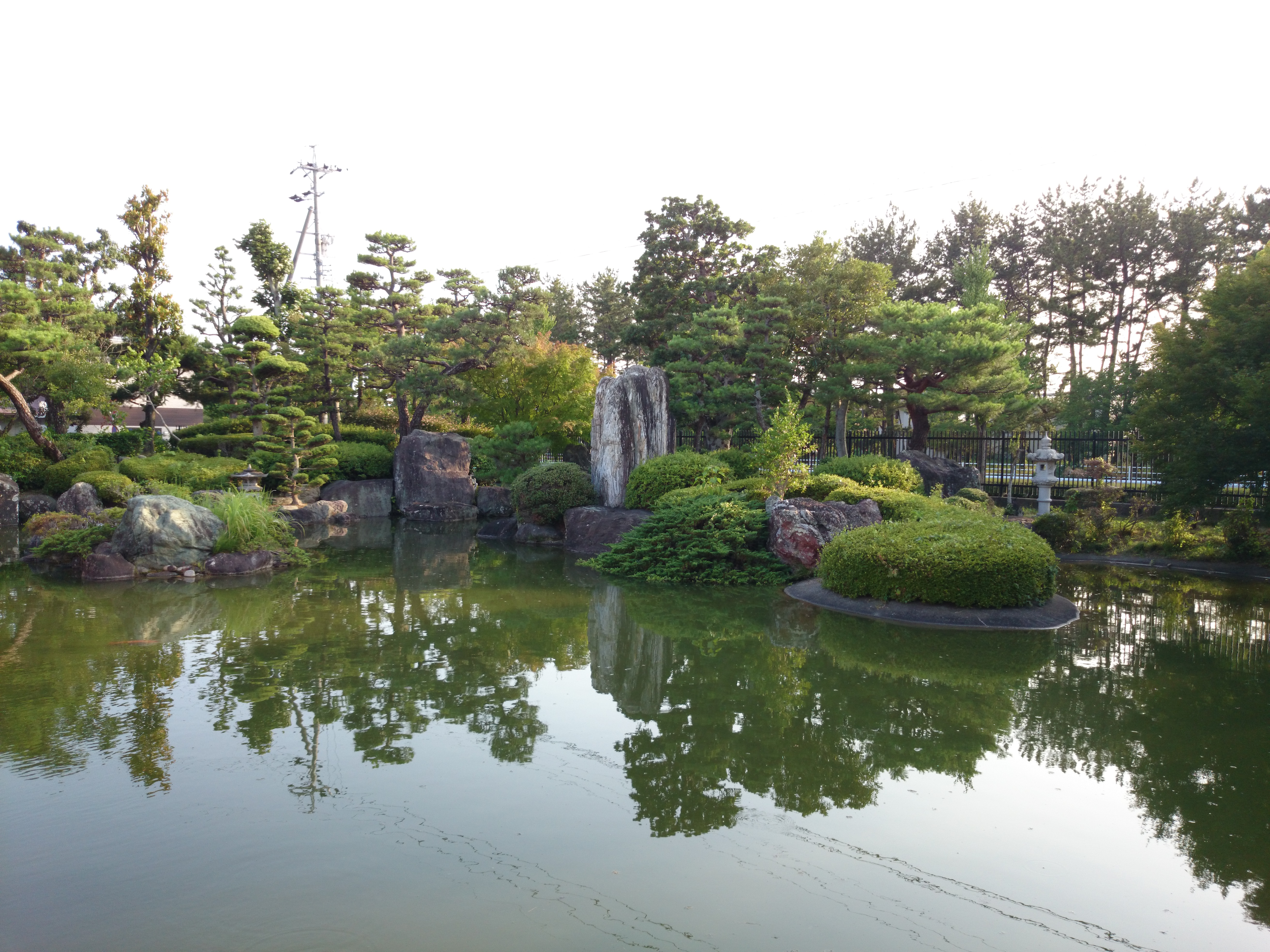
日本庭園
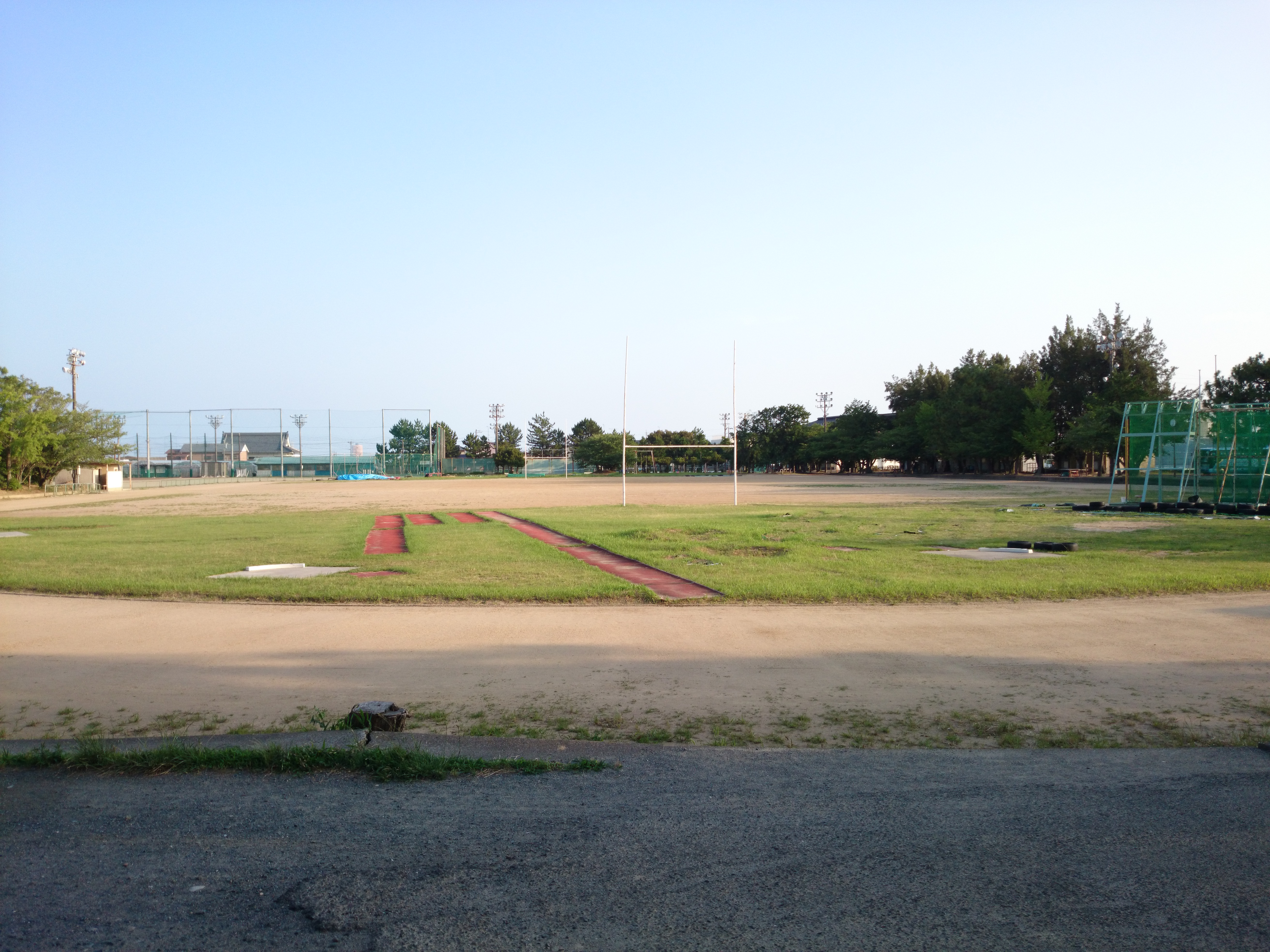
グラウンド
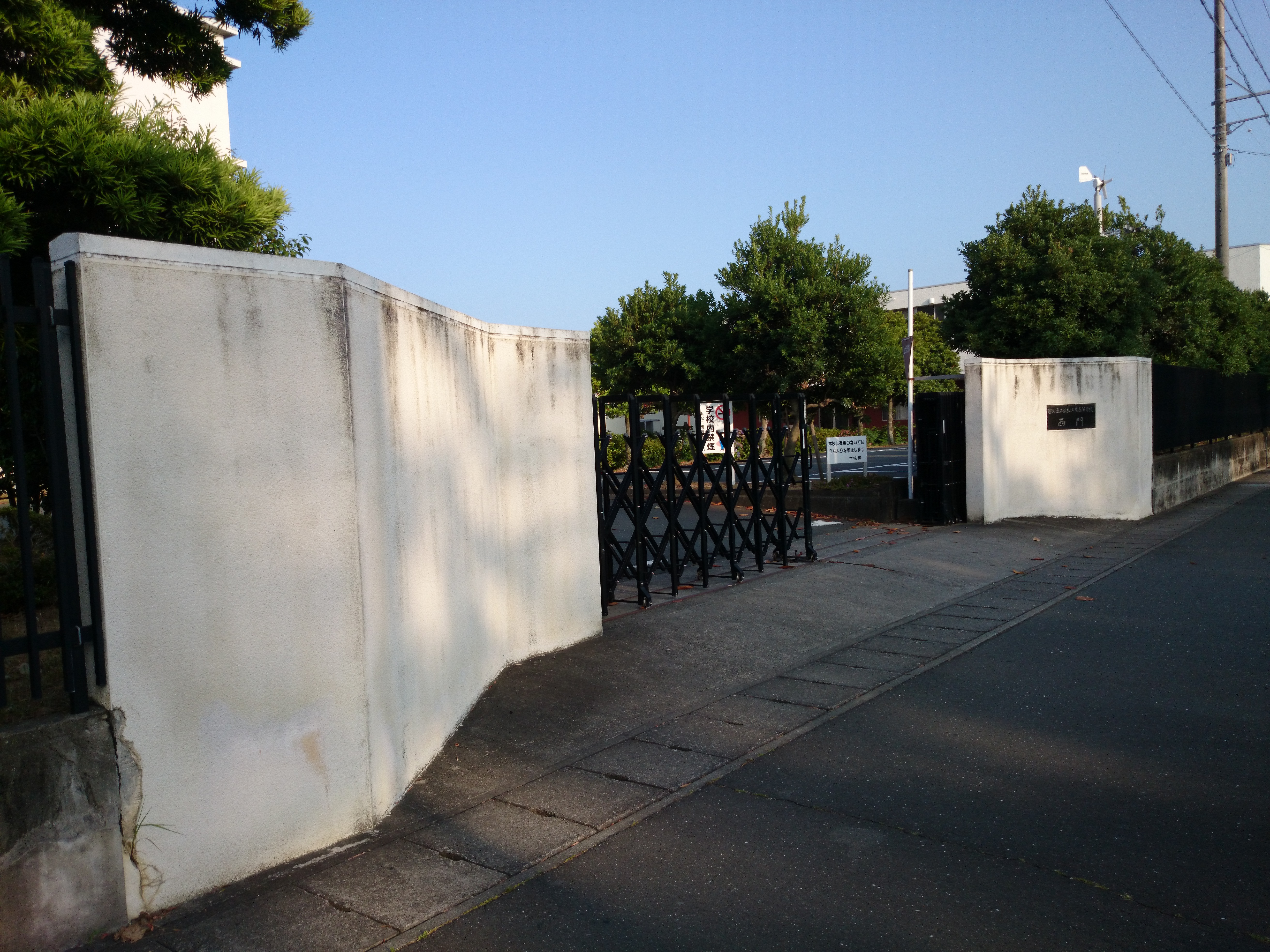
西門
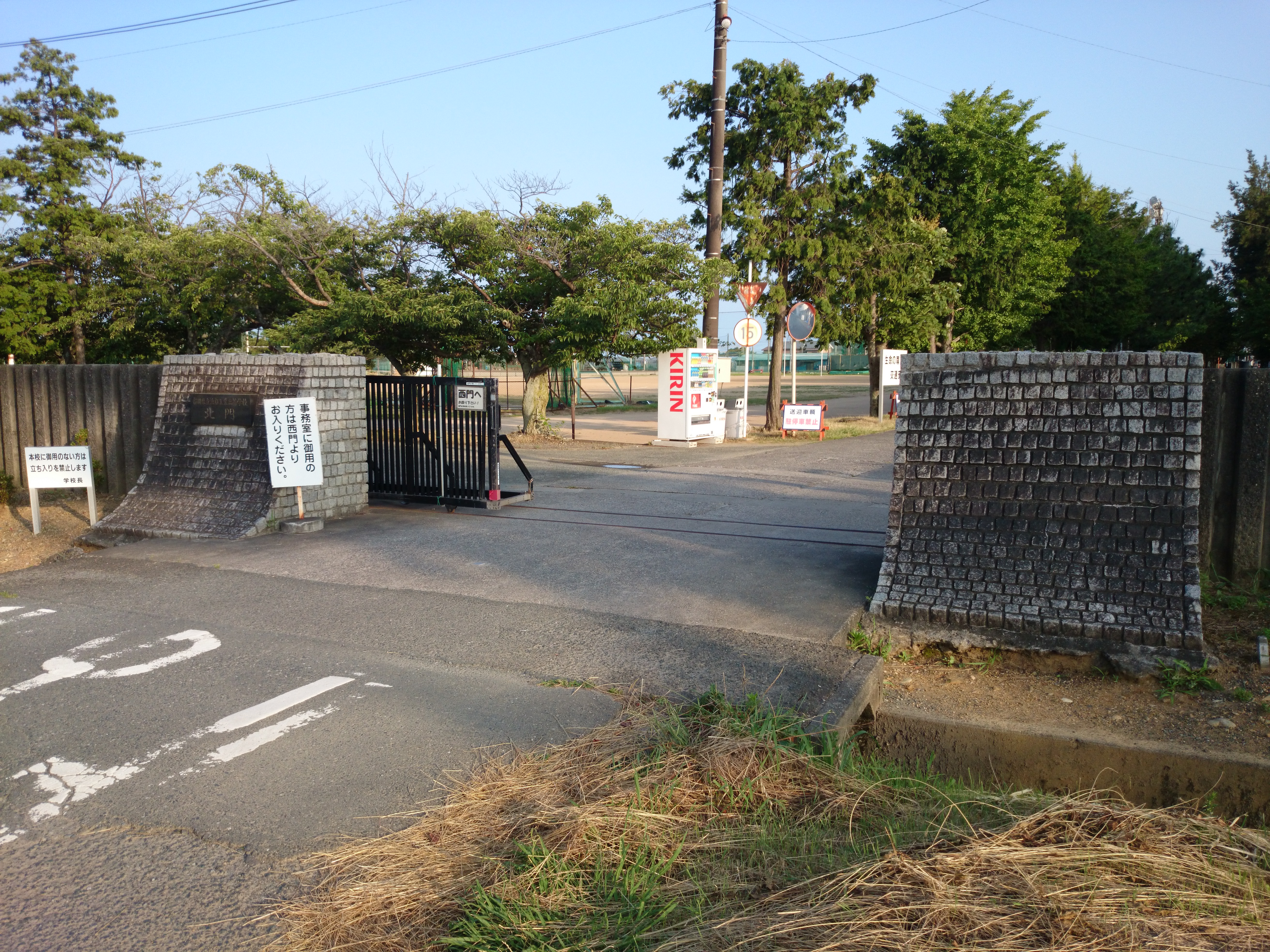
北門
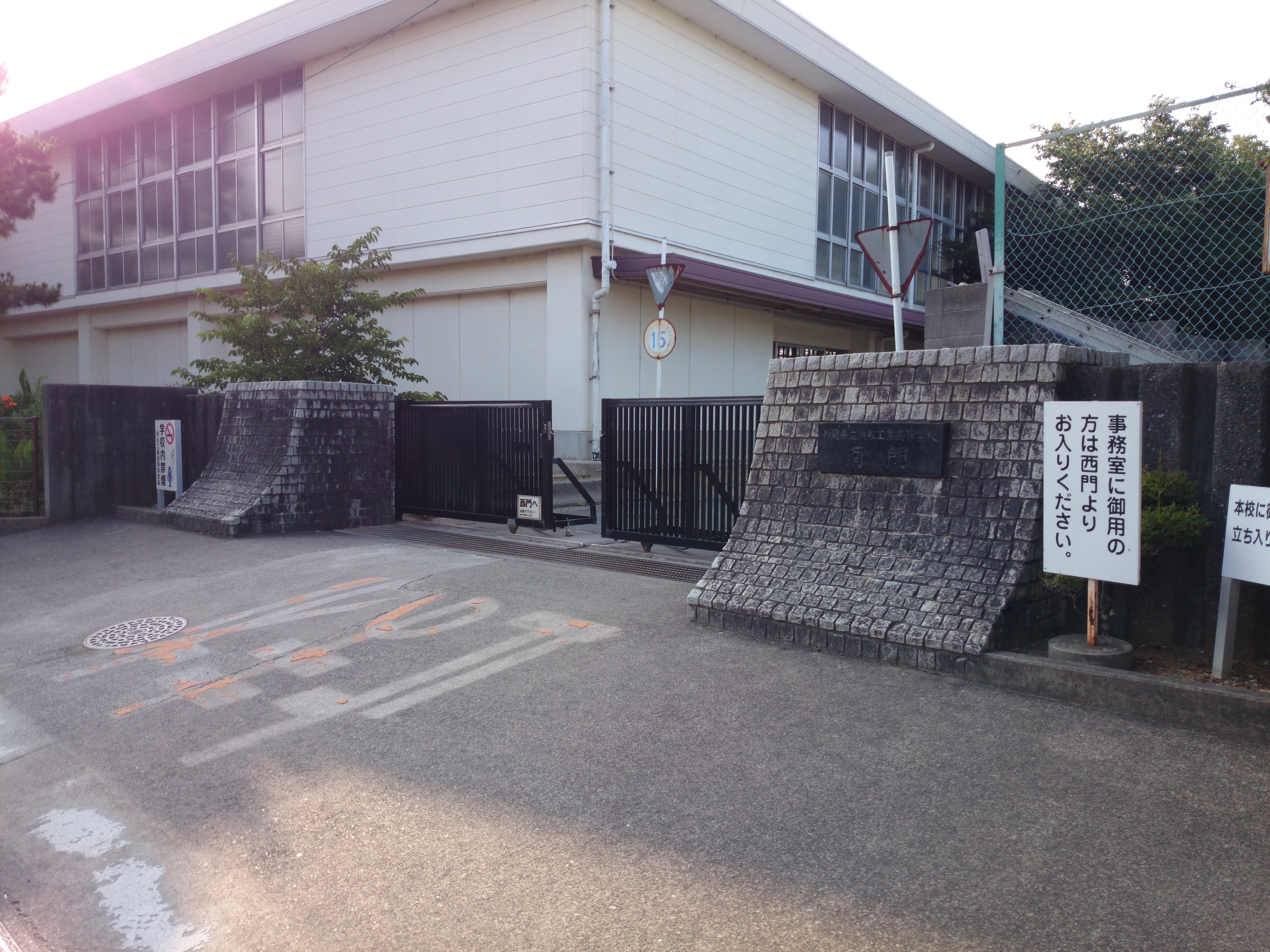
南門
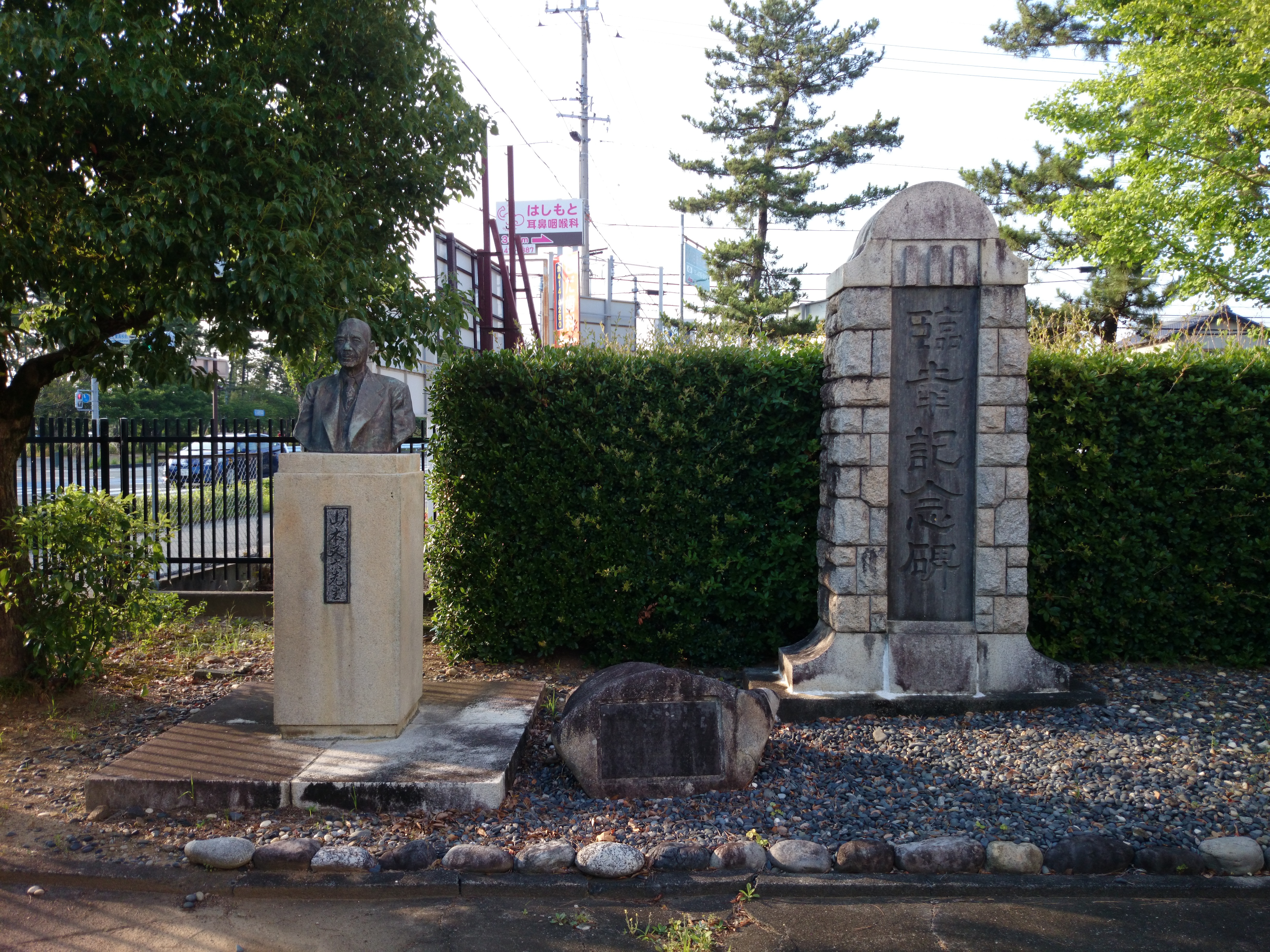
初代校長胸像と昭和天皇臨幸記念碑
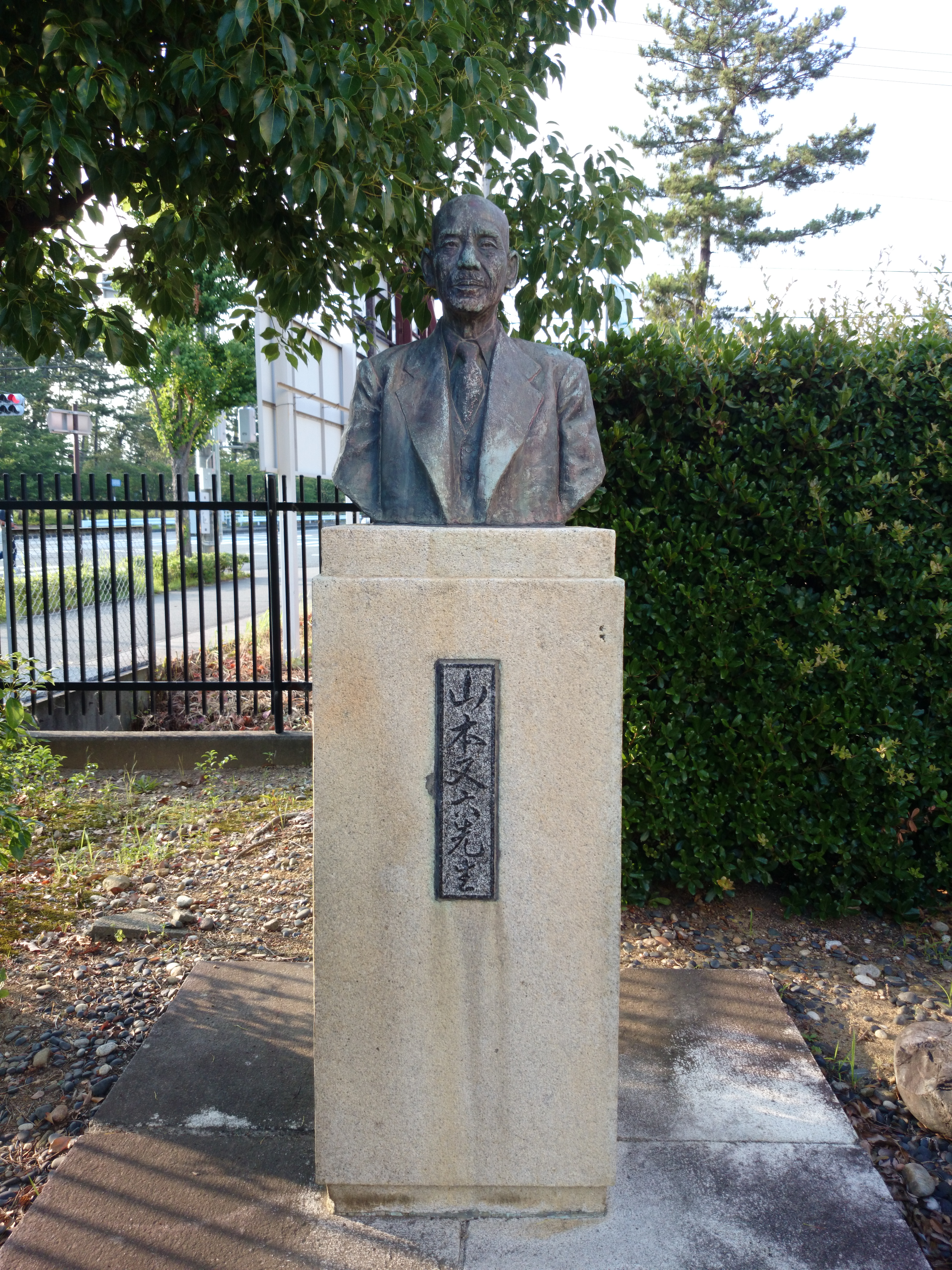
初代校長　山本又六像
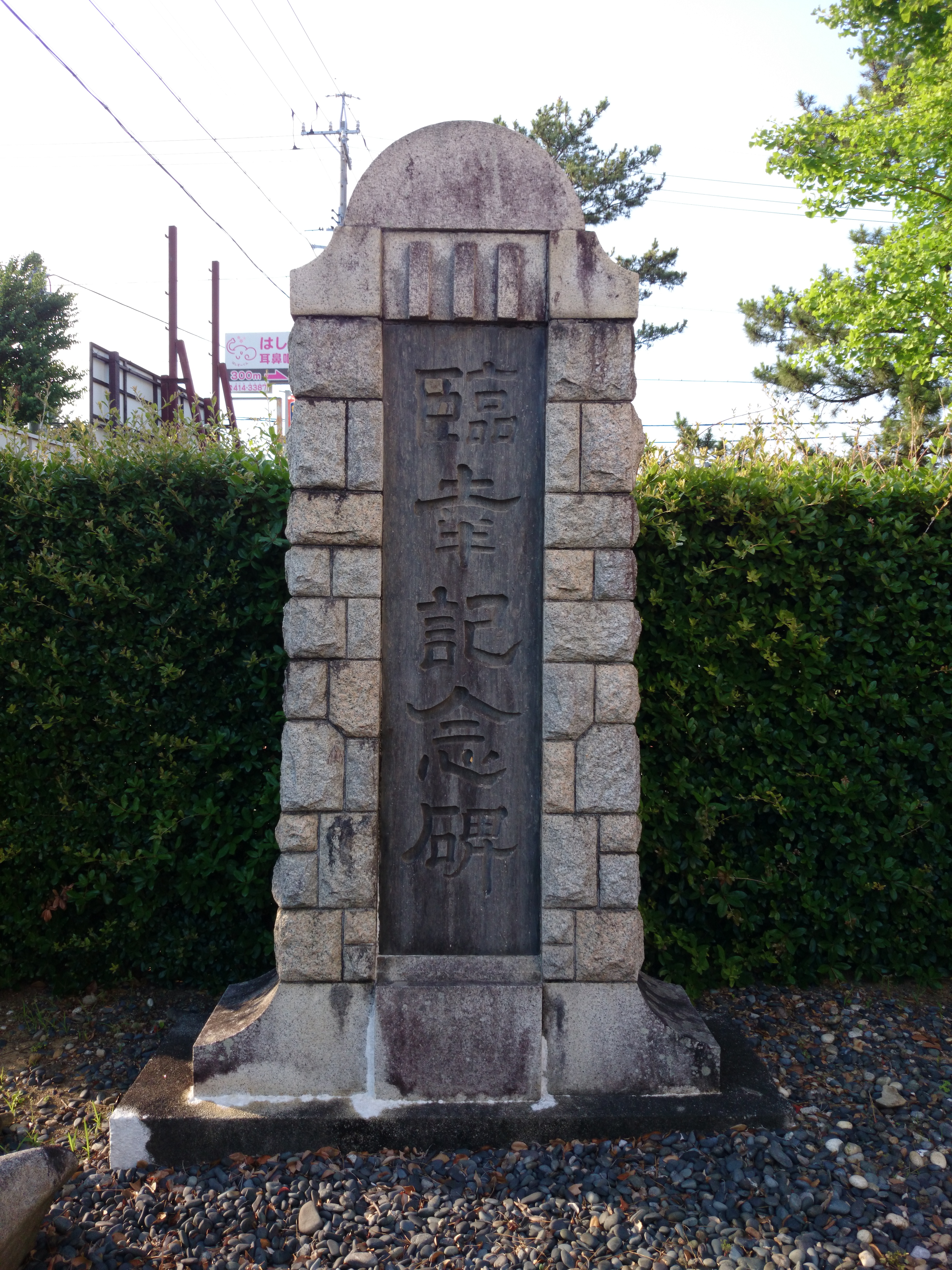
昭和天皇臨幸記念碑
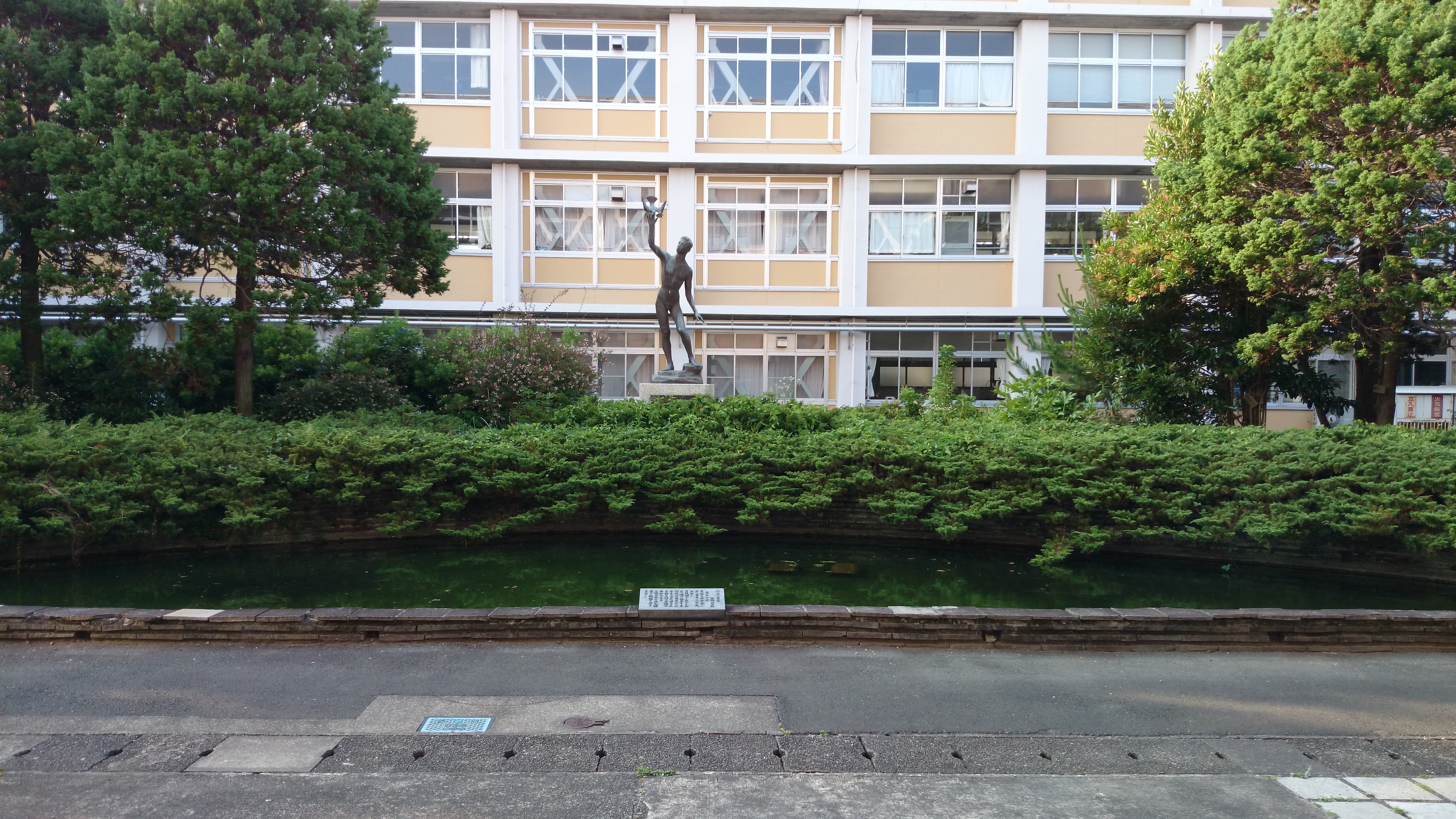
生徒昇降口前　池と「青年の像」
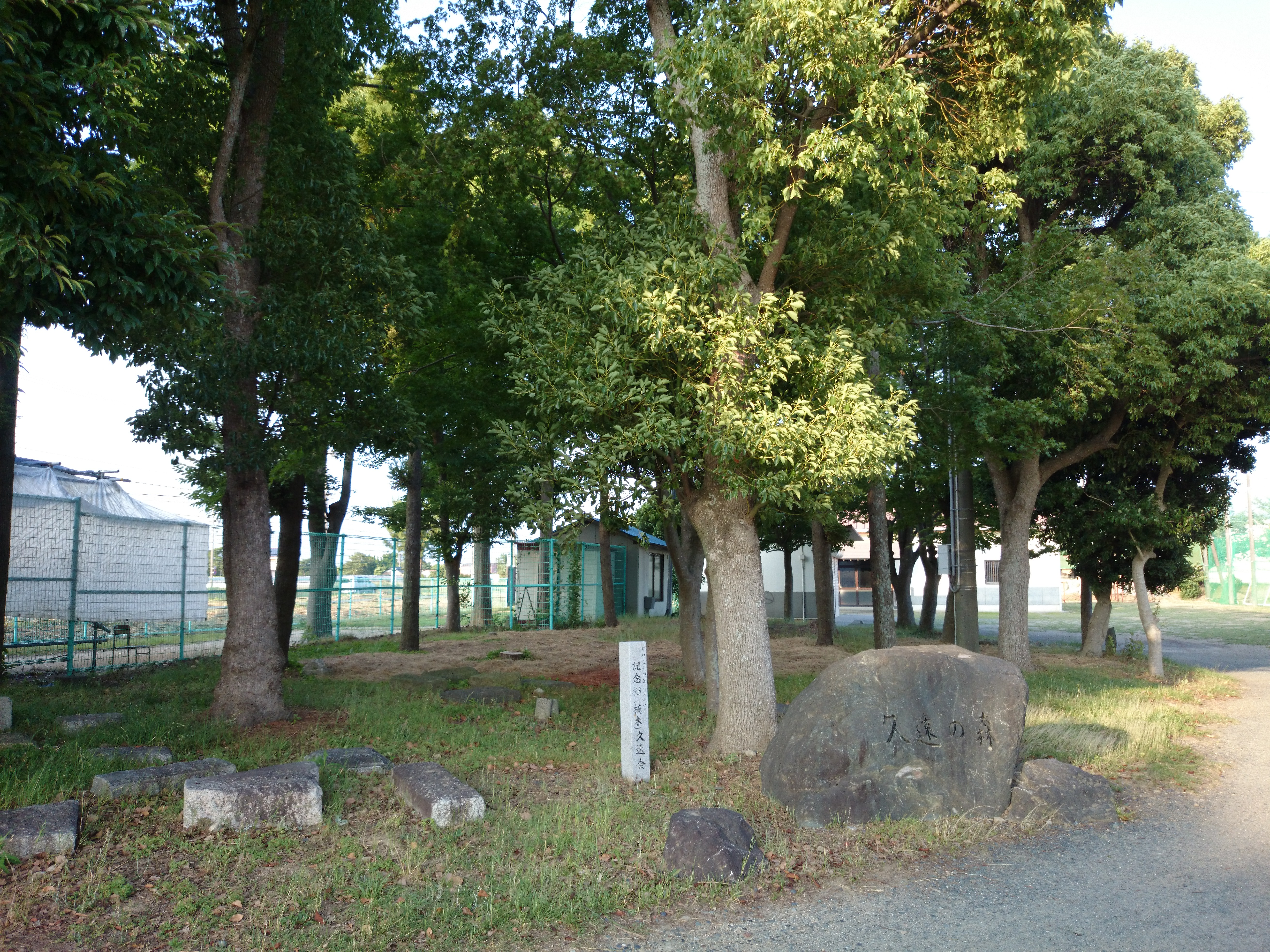
記念樹植栽「久遠の森」